# Thảm sát Ponary

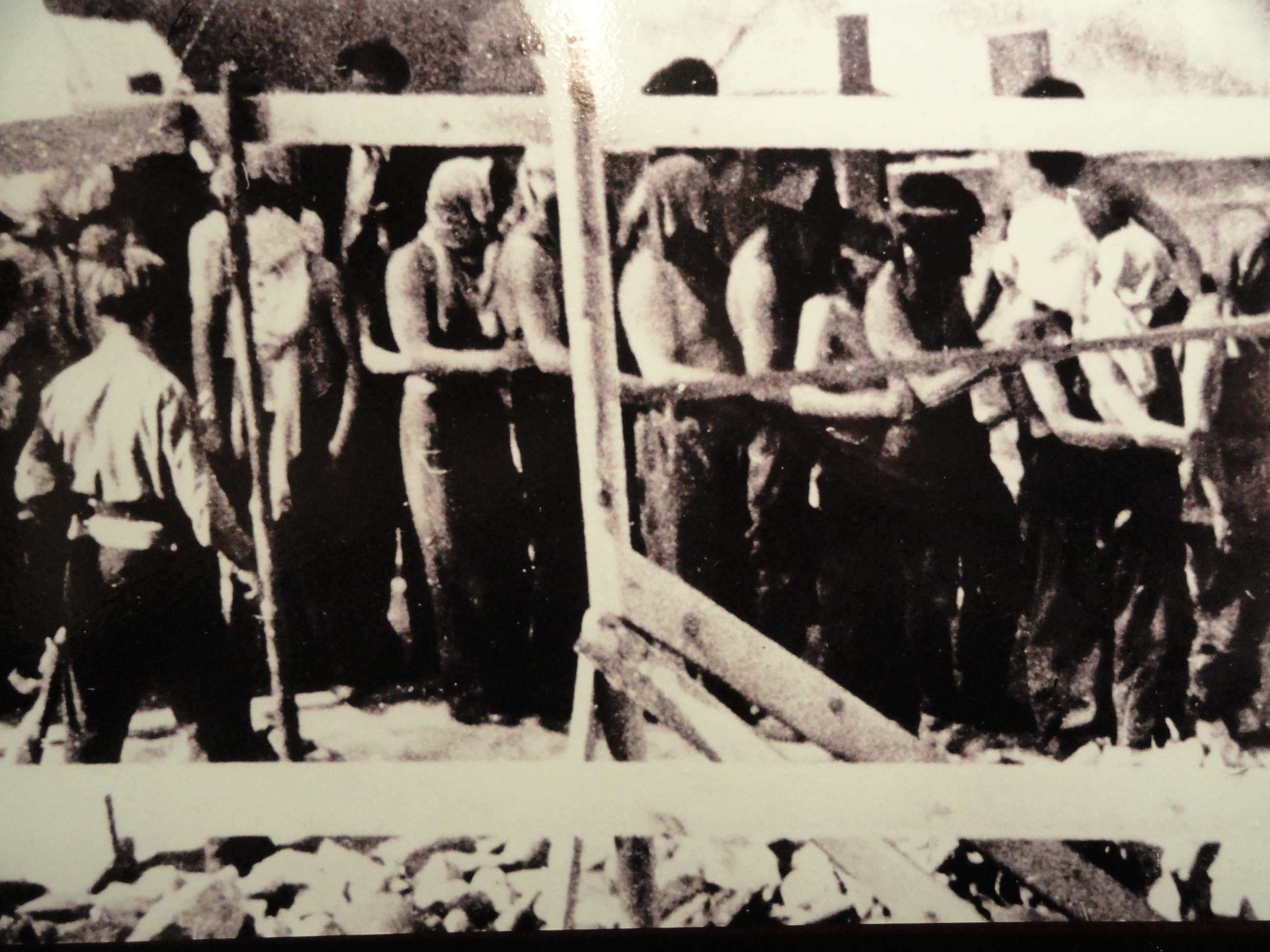
Nạn nhân bị bịt mắt dẫn đến nơi hành quyết

Thảm sát Ponary (tiếng Ba Lan: Zbrodnia w Ponarach, tiếng Đức: Massaker von Ponary, tiếng Litva: Panerių žudynės) là những vụ hành quyết hàng loạt do quân Đức Quốc Xã chiếm đóng Ba Lan và tay sai Litva thực hiện trong Chiến tranh thế giới thứ hai giai đoạn 1941–1944, ở gần thị trấn Ponary ngoại ô Thành phố Vilnius.
Khi chiếm đóng Ba Lan lần thứ nhất, Liên Xô khởi công xây dựng các kho chứa nhiên liệu hàng không dưới lòng đất tại Ponary. Tháng 6 năm 1941, quân đội Đức chiếm Vùng Vilnius. Đức Quốc xã chọn những nhà kho chưa hoàn thành làm nơi hành quyết hàng loạt. Nạn nhân là người Do Thái từ Vilnius và những nơi khác, đại diện giới trí thức Ba Lan, thành viên Phong trào kháng chiến Ba Lan, tù binh Liên Xô, người cộng sản và người Digan. Việc hành quyết chủ yếu do thành viên  đội Ypatingasis būrys (cảnh sát an ninh) của Litva cộng tác với Đức Quốc xã.
Các vụ hành quyết tại Ponary là thảm sát lớn nhất thời kỳ Đức chiếm đóng ở Biên giới Đông Bắc của Đệ Nhị Cộng hòa Ba Lan. Rất khó xác định chính xác số lượng nạn nhân vì vào giai đoạn cuối chiến tranh, quân Đức đã khai quật các hố chôn tập thể và thiêu hủy hầu hết thi thể để xóa dấu vết. Các nguồn tài liệu thường ước tính vào khoảng 100.000 nạn nhân. Sách chuyên khảo về tội ác Ponary của tác giả  Monika Tomkiewicz do Viện Tưởng niệm Quốc gia Ba Lan ấn hành ước tính 80.000 nạn nhân, gồm 72.000 người Do Thái và 1.500–2.000 người Ba Lan.

## Đức chiếm đóng Vilnius

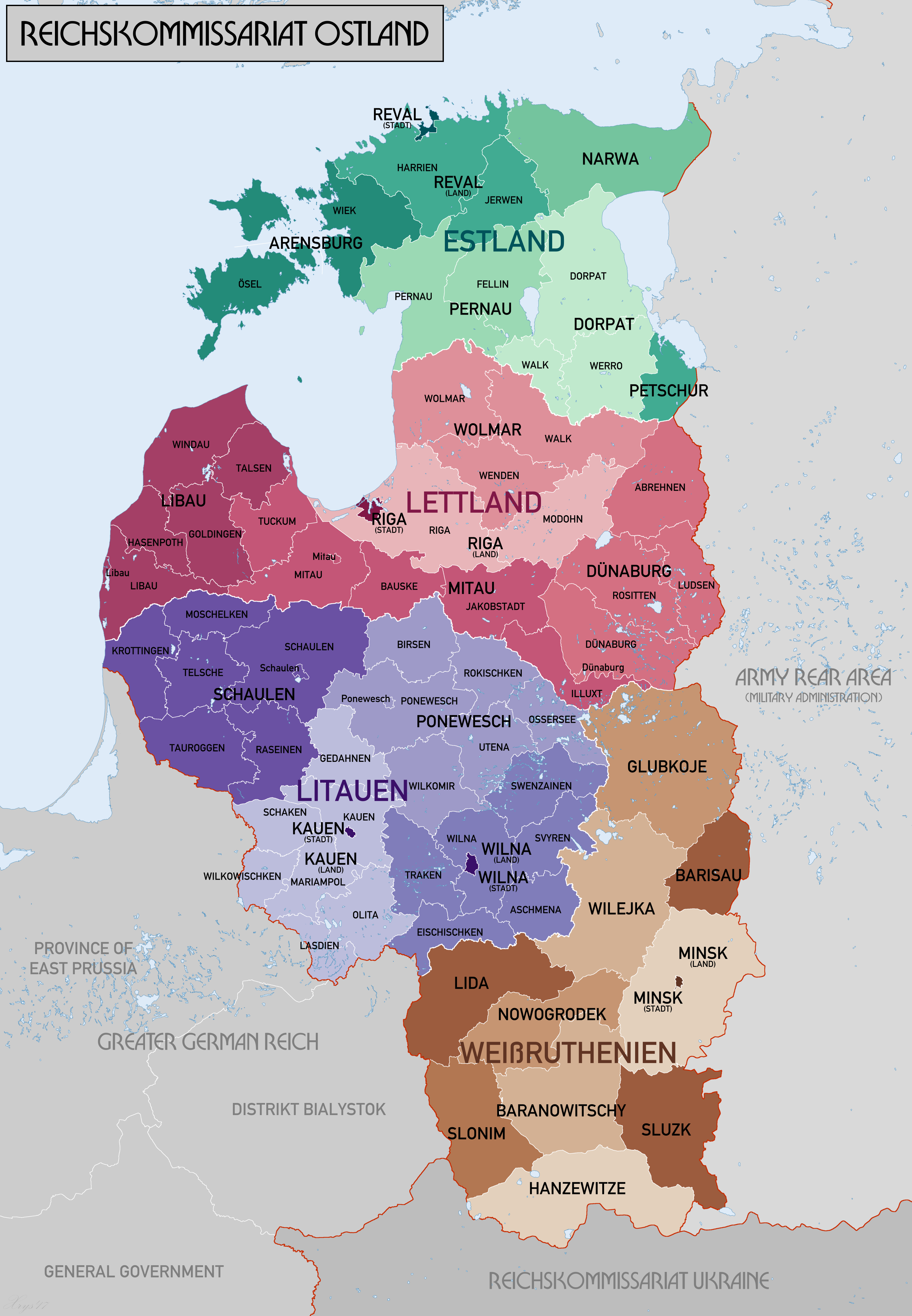
Bản đồ Vilnius thuộc Reichskommissariat Ostland, một phần của Vùng Vilnius, nằm trong biên giới Generalbezirk Litauen (màu tím)

Giữa hai thế chiến, Vilnius là thủ phủ tỉnh Vilnius và là trung tâm khoa học, văn hóa và kinh tế quan trọng nhất vùng biên giới Đông Bắc của Ba Lan. Thiểu số Do Thái cũng coi đây là "Jerusalem phương Bắc" về văn hóa và tôn giáo. Trước Chiến tranh thế giới thứ hai, dân số Vilnius có 209.000 người, gồm 137.000 người Ba Lan và 57.000 người Do Thái. Theo điều tra dân số 1931, có dưới 1.600 người được thừa nhận mang quốc tịch Litva, chiếm 0,8% dân số. Sau khi Liên Xô tấn công Ba Lan ngày 17 tháng 9 năm 1939, Vilnius bị Hồng quân chiếm giữ và giao lại cho Litva. Tháng 6 năm 1940, cùng với việc sáp nhập toàn bộ lãnh thổ Litva, Vilnius nằm dưới quyền kiểm soát của Liên Xô.
Ngày 22 tháng 6 năm 1941, Đức tấn công Liên Xô. Đến ngày thứ ba, Wehrmacht tiến vào Vilnius. Ngay sau đó, 60 người Do Thái và 20 người Ba Lan bị bắt. Ngày 26 tháng 6, Walter Blume chỉ huy các sĩ quan Sonderkommando 7a xuất hiện trong thành phố. Đơn vị trực thuộc Einsatzgruppe B là một trong bốn Einsatzgruppen SD và cảnh sát an ninh Sicherheitspolizei có nhiệm vụ tiêu diệt người Do Thái, cộng sản và tất cả những ai được coi là mối đe dọa đối với nền thống trị của Đức. Đơn vị 7a chỉ ở lại Vilnius trong vài ngày, rồi được Einsatzkommando 9 do Alfred Filbert chỉ huy đến thay thế. Chỉ trong những ngày chiếm đóng đầu tiên, SK 7a và EK 9 đã bắt giữ gần 8.000 người, đại đa số là dân Do Thái. Ngày 3 tháng 7, chỉ huy quân sự thành phố ban sắc lệnh buộc tất cả người Do Thái phải đeo dấu hiệu đặc biệt (vài ngày sau thay bằng nghĩa vụ đeo băng tay gắn Ngôi sao David). Hàng loạt người Do Thái bị sa thải, bị tịch thu xe cộ và máy thu thanh. Người Ba Lan cũng bị tịch thu đài. Từ đó, người Do Thái chỉ có thể mua thực phẩm tại các cửa hàng đã được chỉ định, trong khung giờ từ 4 đến 6 giờ chiều. Người Do Thái bị cấm ra đường từ 6 giờ chiều đến 6 giờ sáng cũng như cấm sử dụng phương tiện giao thông công cộng, cấm đi bộ trên các con phố chính, cấm đi gặp bác sĩ không phải người Do Thái, cấm đến hàng loạt địa điểm công cộng như công viên, nhà tắm, rạp chiếu phim, rạp hát, nhà hàng và quán cà phê.
Người Litva nhiệt tình chào đón quân Đức. Ngay những ngày đầu tiên, người Litva đã thành lập Ủy ban thành phố Vilnius. Tận dụng ưu ái từ các chỉ huy quân Đức, Ủy ban bắt đầu thành lập chính quyền cho người Litva thiểu số tại thành phố. Song Berlin không hề định giúp Litva. Chẳng bao lâu, quân Đức cấm tất cả các hoạt động của đảng phái chính trị và tổ chức xã hội Litva, dẹp cả treo cờ Litva. Ngôn ngữ chính thức ở vùng chiếm đóng là tiếng Đức. Lãnh thổ Litva trước chiến tranh nằm trong Reichskommissariat Ostland trở thành Generalbezirk Litauen thành lập ngày 1 tháng 9 năm 1941 với thủ đô tại Kaunas.
Thành phố Vilnius cùng với một phần Tỉnh Vilnius trước chiến tranh cũng được nhập vào Generalbezirk Litauen. Thành phố có hai trụ sở cảnh sát tỉnh do Hans Hingst đứng đầu còn thành phố là của Horst Wulff. Ngày 3 tháng 8 năm 1941, SS-Untersturmführer Erich Wolff dẫn Teilkommando 3a vào Vilnius, đơn vị Einsatzgruppen này thuộc Einsatzkommando 3a đang hoạt động tại các vùng Litva bị chiếm đóng. Từ đơn vị này thành lập lên một nhánh của SD và Sipo ở Vilnius (Aussendienststelle Sipo und SD Vilnius). Chỉ huy đơn vị này qua các giai đoạn: Erich (đến cuối tháng 9 năm 1941), SS-Hauptsturmführer Heinrich Gerth (đến cuối năm 1942), SS-Hauptsturmführer Rudolf Neugebauer (đến đầu năm 1944), SS-Hauptsturmführer August Müller (đến tháng 3 năm 1944), SS-Sturmbrer Richter (đến tháng 7 năm 1944).
Tuy không ủng hộ Litva độc lập, Đức thoải mái giao cho người Litva những chức vụ thấp hơn trong chính quyền chiếm đóng. Các tiểu đoàn cảnh sát phụ trợ Litva được thành lập; nhiều nhất là đến năm 1944 lên tới 25 tiểu đoàn. Đức tận dụng cảnh sát Litva (Saugumo policija) trong cuộc chiến chống lại phong trào kháng chiến Ba Lan và cộng sản. Lực lượng này đặc biệt hiệu quả do hiểu rõ tình hình địa phương. Chỉ huy Saugumo ở Vilnius là Alexander Lileikis.
Giữ vai trò đặc biệt trong việc thảm sát dân chúng Vilnius và phụ cận thuộc về một đơn vị cộng tác đặc biệt được thành lập vào cuối tháng 6 đầu tháng 7 năm 1941 trực thuộc SD và Saugumo. Tên gọi chính thức của đơn vị này bằng tiếng Đức là Sonderkommando der Sipo und SD còn tiếng Litva Ypatingasis būrys, nhưng người dân hay gọi là šaulys (tiếng Litva) hay "lính bắn súng Ponary". Đơn vị này bao gồm 4-5 sĩ quan an ninh Đức, một số đặc vụ và một trại biệt kích gồm 45-150 cảnh sát. Cảnh sát thực thi này chủ yếu là người Litva, nhưng có cả quốc tịch Nga hoặc Ba Lan. Chỉ huy là SS-Hauptscharführer Martin Weiss, về sau được Fiedler thay thế. Về phía Litva cao nhất là: Juozas Sidłauskas (23 tháng 7 đến tháng 11 năm 1941), Balys Norwaisz (đến cuối năm 1943) và Jonas Tumas. Ypatingasis būrys ban đầu có nhiệm vụ giữ trật tự đường phố và bảo vệ nhà máy công nghiệp. Tuy nhiên, nó nhanh chóng chuyển thành cỗ máy biệt kích chuyên giết chóc, thực thi hành quyết hàng loạt tại Ponary và các điểm khác trong vùng Vilnius.

## Thảm sát Ponary

### Modus operandi
Trước Chiến tranh thế giới thứ hai, Ponary (tiếng Litva: Paneriai, tiếng Yid: Ponar) là khu nghỉ mát nhỏ dành cho nhân viên Đường sắt quốc gia Ba Lan. Đó cũng là tên ga gần đó trên tuyến Grodno - Vilnius - Kaunas. Địa điểm cách Vilnius 10 km về phía nam. Gần Ponary có đường bộ cắt ngang đường ray cũng đi về Grodno, nên thường gọi là "đường Grodno".
Nửa cuối năm 1940, cách ga Ponary khoảng 3 km về phía đông bắc, chính quyền Liên Xô bắt đầu xây dựng các nhà kho nhiên liệu hàng không dưới lòng đất. Mục đích là cung ứng cho sân bay quân sự Kazbėjai gần đó. Liên Xô dùng kẽm gai cao 2 mét rào lại khu vực, người dân sát đấy bị đuổi khỏi nhà. Một số lán gỗ được dựng lên tạm thời. Tuy vậy, công trình đã không kịp hoàn tất trước khi chiến tranh Xô-Đức bùng nổ. Sáu hố đào nhà kho chưa xong. Hố lớn nhất có đường kính khoảng 40 mét và sâu khoảng 5-6 mét, còn lại thì đường kính 8 mét và sâu 5 mét. Các hố được nối với nhau bằng các đường ống đặt trong rãnh kích thước 1 × 1 mét.
Hè năm 1941, quân Đức quyết định chọn "căn cứ" Ponary làm nơi hành quyết hàng loạt xét trên những yếu tố thuận lợi. Ponary cách không xa Vilnius, đường bộ và đường sắt đều giúp vận chuyển nạn nhân dễ dàng nhanh chóng. "Căn cứ" được rào lại rồi rừng bao quanh sẽ dễ che giấu tội ác hơn. Cuối cùng, các hố mà Liên Xô đào sẽ được dùng làm mồ chôn tập thể. Người Đức tiến hành bổ sung thêm bên trong và gia cố xung quanh. Lưới thép gai dài 4 mét dùng làm hàng rào và rải mìn một phần. Bên trong hàng rào dựng hai cổng. Cổng lớn nằm phía đường Grodno gần giao lộ đường sắt. Cổng nhỏ nằm phía bên làng Nowosiołki để dành cho xe tải. Đoạn đường rừng phía trước được gia cố một phần bằng thanh gỗ. Trên các cây xung quanh có treo biển cảnh báo bom mìn. Dân địa phương được khuyến cáo nếu đến gần hàng rào sẽ bị bắn ngay. Theo lời kể của các nhân chứng, có vài người vi phạm điều cấm này đã bị bắn chết. Khoảng 10–12 thành viên Ypatingasis būrys luôn thường trực canh gác.
Các nạn nhân được tàu hỏa và xe tải chở đến Ponary, hoặc giải đi bộ dọc theo đường Grodno.
- Người Do Thái từ Vilnius và các thị trấn nhỏ hơn được xe lửa đưa đến nơi hành quyết. Theo lời các nhân chứng, nhiều chuyến tàu đưa dân Do Thái từ Tây Âu đến Ponary. Những đoàn tàu chở người Do  Thái Ba Lan thường có đến 40 toa chứa 2.800 người. Tàu từ nước ngoài thì chỉ đếm được khoảng 8-9 toa. Tàu sẽ dừng lại trên đường ray dự phòng gần ga Ponary. Người Do Thái xuống tàu, bị tịch thu hành lý, sau đó thì ngồi xe tải hoặc phải đi bộ đến địa điểm.[41]
- Tù nhân từ nhà tù Łukiszki và Trakai thường được chở bằng xe tải. Trong những tháng chiếm đóng đầu tiên, chủ yếu là tù nhân Ba Lan nhưng bên cạnh đó còn có những người Do Thái từ ghetto Vilnius và nạn nhân quốc tịch khác. Chuyến xe từ Łukiszki thường đến lúc 8 giờ cho tới 10 giờ sáng, cũng có lẻ tẻ vào buổi chiều. Một thành viên Ypatingasis būrys sau chiến tranh làm chứng rằng khi đi xe, tù nhân Ba Lan thường được phép ngồi còn người Do Thái bị buộc phải quỳ suốt chặng đường. Có khi tay nạn nhân bị siết dây thép gai.[42]
- Người Do Thái từ ghetto Vilnius thì bị giải đi bộ. Năm 1941 chứng kiến nhiều dòng người đến đây nhất. Theo lời các nhân chứng, có khi dòng người dài hàng vài kilômét.[43]

Nhiều khi nạn nhân chết trước khi đến được địa điểm. Quân áp giải giết tại chỗ những người không thể đi nổi nữa, xác bị ném lên xe đi sau dòng người. Việc tương tự cũng xảy ra với đoàn tàu chở tù nhân, đặc biệt năm 1943, khi tạm dừng trên đường chuyển, tù nhân tìm cách trốn thoát, thậm chí tấn công cả quân áp giải. Những người đào tẩu bị sát hại một cách dã man. Chỉ một số ít trốn được vào rừng hoặc náu giữa dân địa phương. Lời chứng kể lại cho biết sau những vụ như vậy, thi thể ngổn ngang trên đường ray. Cư dân địa phương sau đó bị ép phải mang những xác người đó đến địa điểm. Dường như đội cảnh sát cho tù nhân Do Thái cơ hội trốn thoát để "giải trí" bằng cách tổ chức săn người kéo theo.
| “                             | Chúng tôi quan sát cảnh tượng kinh hoàng qua cửa sổ. Tôi thấy lính áp giải bắn vào cậu bé chừng 10-11 tuổi, đạn trúng tay. Cậu ngã xuống, hắn đến gần và kết liễu. [...] Tôi thấy bọn Litva nhảy lên bụng bà bầu nằm trên đất khi tìm cách trốn. Chúng nắm chân trẻ nhỏ và đập đầu vào thân cây thông. | ” |
| — Nhân chứng Janiny Żygiewicz | |   |

Thường thì số lượng trong một chuyến rất nhiều nên không thể bắn hết ngay một lúc mà phải chia theo tốp. Nạn nhân phải đợi trước cổng đôi khi vài giờ, thậm chí vài ngày. Trong khoảng thời gian đó, cảnh sát Ypatingasis būrys thường dùng dùi cui và chó để tra tấn. Cứ sau khoảng chục phút, từng tốp nạn nhân được chọn ra từ đám đông và dẫn vào trong. Tại đó, họ buộc phải cởi hết quần áo lót và nộp hết đồ giá trị, rồi lùa đến một cái hố giống như một dạng "phòng chờ".
Tiếp theo, từ 10 đến 12 tù nhân nhóm theo lứa tuổi hoặc giới tính được đưa ra khỏi hố. Họ bị dẫn đến những ngôi mộ tập thể và bị bắn tại đó. Họ bị bịt mắt và đặt tay lên vai người trước mà đi. Ban đầu, các vụ hành quyết được thực hiện bằng súng máy. Về sau thì dùng súng trường. Nạn nhân đứng trên mép mộ, quay lưng về phía người bắn. Số người bắn bằng đúng số nạn nhân trong một lượt hành hình. Nguyên tắc này có thể bỏ qua khi có quá nhiều nạn nhân hoặc thời tiết xấu mà lại cần đẩy nhanh tiến độ thực thi. Nếu chỉ có ít nạn nhân, từng người một phải bước lên cầu nhỏ bắc phía trên mặt hố rồi bị bắn bằng súng trường. Để tiết kiệm đạn, cảnh sát Litva nhiều khi ném luôn những đứa trẻ nhỏ còn sống xuống hố hoặc dùng báng súng trường đập vỡ sọ. Đội hành quyết thường uống rượu để tăng tinh thần. Việc này có quay phim chụp ảnh lại làm bằng cớ.
Một số nạn nhân nam giới phải lấp đất hoặc vôi clo lên thi thể. Làm xong thì họ cũng bị giết. Có một số nạn nhân chỉ bị thương nhẹ hoặc ngất đi, đã trốn dưới đống xác và đợi thoát khỏi địa điểm hành quyết.
Đội xử tử ban đầu gồm 9 sĩ quan Einsatzkommando do SS-Obersturmführer Schauschütz chỉ huy. Ngay sau đó, người Litva được dùng nhiều làm đao phủ. Từ ngày 23 tháng 7 năm 1941 hầu như chỉ có Ypatingasis būrys thực thi. Do không có đội xử tử riêng, nên tất cả sĩ quan đều phải luân phiên tham gia. Một số cái tên thường xuyên tham gia có thể kể đến: Jonas Dołgowas ("Jonas đẫm máu"), Dionizas Golczas, Hubertas Dienisis, Adam Kurszis, Justas Martiszius và Stasys Razutis. Chỉ huy Đức Weiss và Fiedler tham dự các vụ hành quyết lớn hơn. Họ đích thân quản lý đội bắn và tự kết liễu những ai mới chỉ bị thương. Ngoài Ypatingasis būrys, một số sĩ quan cảnh sát phụ trợ Litva cũng tham gia hành quyết.
Quân Đức tịch thu tiền, vàng và đồ trang sức của nạn nhân. Còn Ypatingasis būrys lấy giày dép, quần áo và các vật dụng hàng ngày, chủ yếu để sau đó bán đi, đôi khi để đổi lấy rượu uống. Đồ nào không xài được thì bị đốt luôn tại chỗ.

### Nạn nhân Do Thái

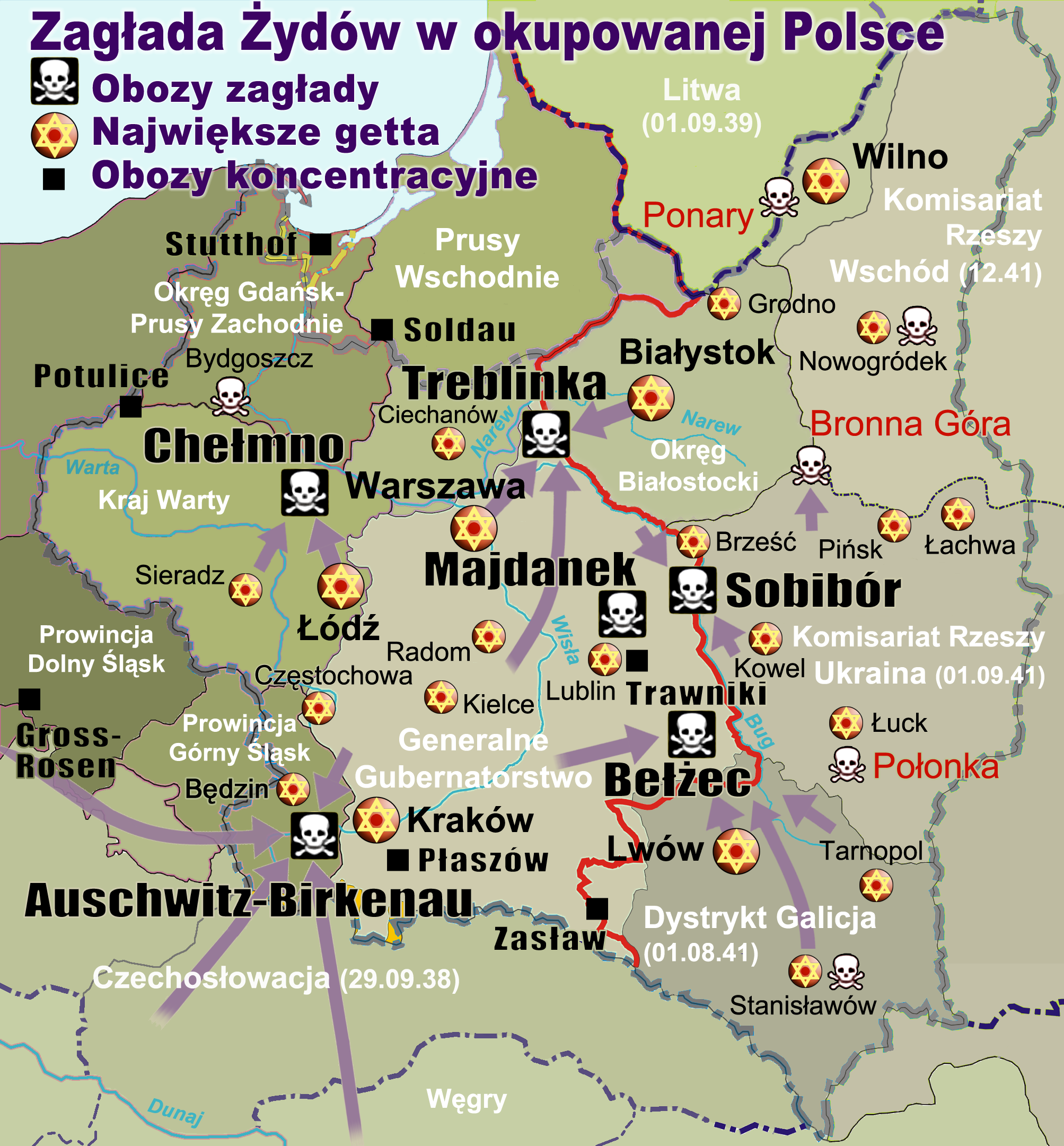
Các điểm diệt chủng người Do Thái Ba Lan thời Đức chiếm đóng. Ponary được đánh dấu trên bản đồ

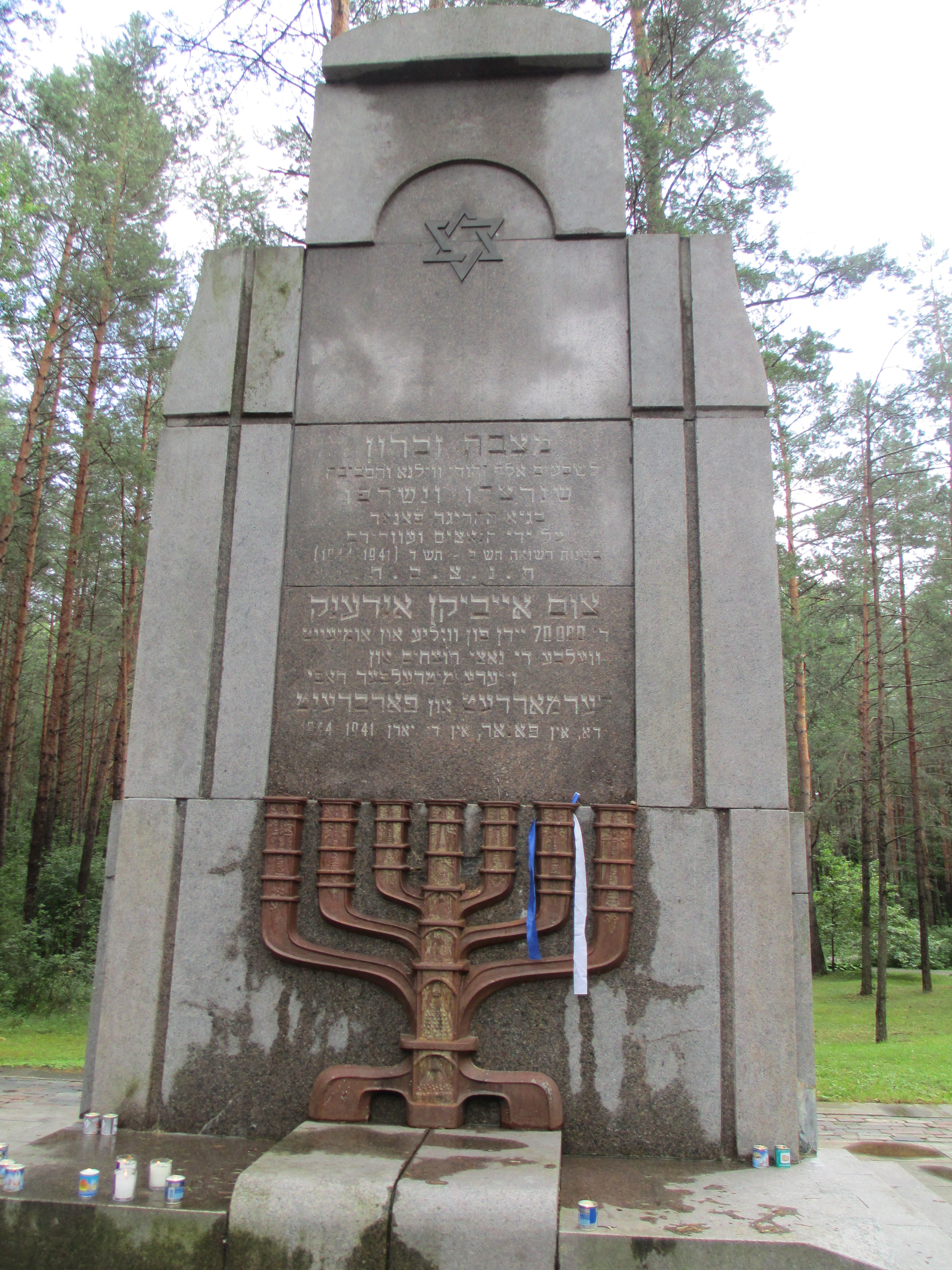
Đài tưởng niệm nạn nhân Do Thái tại Ponary

Số liệu chính thức cho biết có khoảng 58.000 người Do Thái sống tại Vilnius, còn các số liệu khác có thể lên tới 70 đến 75, thậm chí 80 nghìn người. Theo Monika Tomkiewicz, sau khi Đức bắt đầu tiến vào, khoảng 8-10.000 dân Do Thái chạy khỏi thành phố, còn Arūnas Bubnys ước tính số chạy tị nạn không quá 3.000 người. Số liệu này lấy từ Encyclopedia of Camps and Ghettos (Bách khoa toàn tư về trại tập trung và ghetto) cũng như nói nhiều nạn dân Do Thái từ miền tây Litva chạy đến Vilnius.
Ngày 27 tháng 6, chỉ ba ngày sau khi tiến vào, quân Đức bắt đầu ruồng bố. Đàn ông Do Thái bị bắt và đưa đi lao động một số nơi trong thành phố. Khi xong việc, đa số được về nhà nhưng một số người đã biến mất không dấu vết. Tuy nhiên, ban đầu quân Đức không tiến hành diệt chủng hàng loạt. Khác với Kaunas hay Šiauliai, tại Vilnius không có pogrom. Hành động bài Do Thái tại đây chỉ dừng lại ở việc cướp bóc.
Khi Einsatzkommando 9 xuất hiện, tình hình liền thay đổi. Quân Đức lệnh cho cảnh sát Litva lập danh sách những người Do Thái, chủ yếu là các nhà hoạt động chính trị, trí thức và người giàu. Trên thực tế, tất cả cộng đồng Do Thái đều bị ảnh hưởng. Quân Đức, Litva, đôi khi cả thanh niên Ba Lan đã bắt giữ hàng loạt người Do Thái trong nhà ngoài ngõ, rồi áp giải đến nhà tù Łukiszki. Nạn nhân ở đó từ vài giờ đến vài tuần, rồi được chuyển đi Ponary. Vụ hành quyết đầu tiên tại Ponary có thể được thực hiện vào ngày 4 tháng 7 năm 1941. Theo báo cáo phía Đức, 321 người Do Thái đã bị bắn ở Ponary từ ngày 4 đến ngày 8 tháng 7. Tính đến ngày 11 tháng 7, mỗi ngày có khoảng 500 người Do Thái bị sát hại tại địa điểm. Đến ngày 20 tháng 7, số người chết lên tới khoảng 5.000. Các nguồn khác nói có thể lên tới 10.000 người bị giết tại Ponary vào tháng 7 năm 1941. Mới đầu chỉ có đàn ông bị hành quyết, phụ nữ và trẻ em Do Thái vẫn chưa bị tính đến. Ngày 23 tháng 7, Einsatzkommando 9 chuyển đến Minsk, tốc độ hành quyết tạm thời chậm lại. Báo cáo Đức cho biết từ ngày 12 tháng 8 đến ngày 1 tháng 9 có 461 người đã bị giết tại Ponary, trong đó có 444 người Do Thái.
Ngày 31 tháng 8, vụ lính Đức bị một số phát súng bắn vào ở góc đường Wielka và Szklana là dấu mốc đẩy nhanh số lượng hành quyết. Sự việc này bị coi là hành động khiêu khích nhằm nhằm biện minh cho việc diệt chủng dân Do Thái hàng loạt. Trong thời gian ngắn, hàng trăm người sống tại các con phố bị bắt, giải đến Łukiszki rồi chuyển tiếp đến Ponary, chủ yếu là phụ nữ và trẻ em. Các nguồn tư liệu Đức cho biết vụ hành quyết "trả đũa" diễn ra vào ngày 2 tháng 9 với 3.700 người Do Thái bị xử bắn, gồm 2019 phụ nữ và 817 trẻ em. Các nguồn tin Do Thái lại nâng số nạn nhân có thể lên tới 5.000 người. Trong số đó có cả người nằm trong Hội đồng Do Thái Vilnius Judenrat. Sau đó Vilnius được chia thành khu vực cho dân Do Thái. Ngày 6-7 tháng 9, người Do Thái phải chuyển đến hai khu ghetto: khu "nhỏ" bao quanh đường Antokolska và Żydowska, một phần đường Gaona và Szklana, còn khu "lớn" là đường Oszmiańska, Dziśnieńska, Szpitalna, Jatkowa, Rudnicka, Straszuna và Szawelska, một phần thuộc Końska, Karmelicka, Lidzka và Zawalna. Cả hai ghetto tập trung tổng cộng khoảng 40.000 người. Số dân còn lại là 6.000. Người Do Thái bị giam và hầu hết bị bắn ở Ponary. Tư liệu Đức ghi lại cuộc hành quyết ngày 12 tháng 9 có 3.334 người bị bắn chết. Cùng với các vụ khác trong tháng 9, toàn bộ dân Do Thái Vilnius không phân biệt tuổi tác và giới tính đã bị giết.
Đức đặt ra quy định người Do Thái làm việc cho quân đội và các cơ quan Đức, đặc biệt là công nhân lành nghề và gia đình sẽ được tập trung tại ghetto "lớn". Những người còn lại kể cả trẻ mồ côi, bệnh nhân và người già phải vào ghetto "nhỏ". Việc phân chia này không được thực hiện ngay. Đến ngày 15 tháng 9, nhà cầm quyền Đức ra lệnh hoán chuyển dân Do Thái đi ghetto khác. Đi kèm với hành động này, từ 1.200 đến 1.500 người Do Thái bị bắt vào Łukiszki rồi chuyển đến Ponary tử hình. Tư liệu Đức cho biết vụ hành quyết diễn ra ngày 17 tháng 9 cướp đi sinh mạng của 1.271 nạn nhân. Ngày 1 tháng 10 nhân ngày lễ Do Thái Yom Kippur, quân Đức và Litva thanh trừng ghetto "nhỏ", lùa một lượng đáng kể vào Łukiszki, hầu hết đều bị giết tại Ponary sau đó. Các nhà sử học ước tính số lượng nạn nhân khác nhau: Monika Tomkiewicz ước tính khoảng 1.700 người, Arūnas Bubnys khoảng 2.000–2.300 còn Yitzhak Arad là khoảng 3.000–3.500 người. Trong ba tuần tiếp theo, quân Đức tổ chức ba lần thanh trừng (3-4 tháng 10, 15-16 tháng 10 và 21 tháng 10) tại ghetto "nhỏ", 6.500-7.500 người bị giết. Tổng cộng Ponary đã chứng kiến lên đến 15.000 người bỏ mạng.
Vào ngày 24 tháng 10 và ngày 3–5 tháng 11 diễn ra hai chiến dịch thanh lọc lớn tại ghetto "lớn", sử dụng "giấy chứng nhận màu vàng". Những người không có giấy chứng nhận công việc liền bị bắt. Hơn nữa, ngày 29 tháng 10, quân Đức bắt một lượng đáng kể người Do Thái thất nghiệp. Theo Arad, khoảng 6.800 người bị bắt trong chiến dịch này, rồi bị xử tử tại Ponary. Các tác giả cuốn Encylopedia of Camps and Ghettos ước tính số lượng nạn nhân khoảng 7-9.000 người, còn Tomkiewicz đưa ra con số 11.000. Đầu tháng 12, quân Đức tiếp tục thanh lọc ghetto. Tiếp theo đến lượt khoảng 150 tù phạm và nhân viên Do Thái làm việc cho SD ở Vilnius, họ vốn được chỉ định ở khu riêng biệt (từ 300 đến 1.600). Cuối cùng, ngày 20-21 tháng 12 diễn ra chiến dịch "chứng nhận màu hồng" để bắt và giết tất cả những ai không có "chứng nhận vàng" về công việc và "chứng nhận hồng" do Judenrat cấp. Arad tính ra khoảng 400 người là nạn nhân đợt này, trong khi Tomkiewicz ước tính số bị sát hại lên khoảng 15.000 người.
Thông tin không đầy đủ về các vụ hành quyết diễn ra ở Ponary hè thu năm 1941 được cung cấp trong báo cáo của chỉ huy Einsatzkommando 3a SS-Standartenführer Karl Jäger ngày 1 tháng 12 năm 1941, thường gọi là Báo cáo Jäger :
| Ngày thực hiện         | Dân Do Thái | Dân Do Thái | Dân Do Thái | Dân khác | Tính chung |
| Ngày thực hiện         | Nam giới    | Phụ nữ      | Trẻ em      | Dân khác | Tính chung |
| ---------------------- | ----------- | ----------- | ----------- | -------- | ---------- |
| 12 tháng 8 - 1 tháng 9 | 425         | 19          |             | 17       | 461        |
| 2 tháng 9              | 864         | 2019        | 817         |          | 3700       |
| 12 tháng 9             | 993         | 1670        | 771         |          | 3434       |
| 17 tháng 9             | 337         | 687         | 247         | 4        | 1275       |
| 4 tháng 10             | 432         | 1115        | 436         |          | 1983       |
| 16 tháng 10            | 382         | 507         | 257         |          | 1146       |
| 21 tháng 10            | 718         | 1063        | 586         |          | 2367       |
| 25 tháng 10            |             | 1766        | 812         |          | 2578       |
| 27 tháng 10            | 946         | 184         | 73          |          | 1203       |
| 30 tháng 10            | 382         | 789         | 362         |          | 1533       |
| 6 tháng 11             | 340         | 749         | 252         |          | 1341       |
| 19 tháng 11            | 76          | 77          | 18          |          | 171        |
| 19 tháng 11            |             |             |             | 14       | 14         |
| 20 tháng 11            | 3           |             |             |          | 3          |
| 25 tháng 11            | 9           | 46          | 8           | 1        | 64         |
| Tổng thể               | 5907        | 10 691      | 4639        | 36       | 21 273     |

Dựa trên báo cáo Jäger, Arad ước tính tối đa 33.500 người Do Thái bị giết ở Ponary. Arūnas Bubnys đưa ra con số 33.000 nạn nhân. Các nguồn Do Thái khác biến động từ 48.500 lên đến 61.900 người. Tomkiewicz cũng trình bày ước tính của mình trong chuyên khảo về số người Do Thái bị giết năm 1941:
| Ngày                        | Số nạn nhân  |
| --------------------------- | ------------ |
| tính đến 8 tháng 7 năm 1941 | 321          |
| 11 tháng 7 năm 1941         | 348          |
| 1 tháng 9 năm 1941          | 461          |
| 2 tháng 9 năm 1941          | 3700         |
| 12 tháng 9 năm 1941         | 3334         |
| 17 tháng 9 năm 1941         | 1271         |
| 1 tháng 10 năm 1941         | 1700         |
| 4 tháng 10 năm 1941         | 1983         |
| 16 tháng 10 năm 1941        | 1146         |
| Tháng 10 năm 1941           | 15.000       |
| 21 tháng 10 năm 1941        | 2367         |
| 24–28 tháng 10 năm 1941     | 8000         |
| 25 tháng 10 năm 1941        | 2578         |
| 27 tháng 10 năm 1941        | 1203         |
| 30 tháng 10 năm 1941        | 1533         |
| 3–5 tháng 11 năm 1941       | 3000         |
| 6 tháng 11 năm 1941         | 1341         |
| 19 tháng 11 năm 1941        | 185          |
| 20 tháng 11 năm 1941        | 3            |
| 25 tháng 11 năm 1941        | 64           |
| 20-21 tháng 12 năm 1941     | 15.000       |
| Tổng thể:                   | 64.538 người |

Sau "chứng nhận hồng", không có hoạt động bắt giết lớn nào áp lên các ghetto Vilnius trong thời gian dài. Tại các thành phố khác thuộc Reichskommissariat Ostland, việc truy giết người Do Thái cũng tạm dừng. Việc này là do Wehrmacht và chính quyền dân sự Đức áp dụng rộng rãi thực thi lao động cưỡng bức với dân Do Thái. Cho đến tháng 3 năm 1943, Ponary là nơi xử tử người Do Thái bị buộc tội vi phạm trật tự khu chiếm đóng (buôn lậu, buôn bán phi pháp, trốn ở ngoài ghetto, giấy tờ giả, mang đồ vật giá trị). Họ bị bắn riêng lẻ hoặc theo nhóm nhỏ. Những người bị án tử lúc đầu thường được giải đến làng Pośpieszka gần Vilnius, bị giam trong một tuần rồi mới đến Ponary. Ví dụ tiêu biểu là ca sĩ tiền chiến Luba Lewicka bị bắt quả tang tuồn lậu thực phẩm vào ghetto. Tháng 7 năm 1942, 84 (hoặc 86) người già và khuyết tật bị cảnh sát Do Thái đưa ra khỏi ghetto để chuyển cho quân Đức. Trước khi hành quyết, số người này được đưa vào nhà trọ ở Pośpieszka, người Đức cho đại diện báo chí và Hội Chữ thập đỏ đến "tận mắt chứng kiến" rằng chính quyền chiếm đóng chăm sóc người già và người bệnh Do Thái như thế nào.
Mùa xuân năm 1943, dưới sự gia tăng hoạt động của du kích Xô Viết, người Đức giải thể các ghetto ở Oszmiana, Michaliszki, Święciany và Soły. Những người Do Thái sống tại đó được thông báo rằng sẽ chuyển tới ghetto ở Vilnius và Kaunas. Để tăng độ tin cậy, cảnh sát Do Thái từ Vilnius đến để áp tải. Cuối tháng 3 đầu tháng 4, 1.250 người Do Thái từ các địa điểm trên được chuyển đến ghetto Vilnius. Thêm 1.500 người Do Thái từ các trại lao động khác nhau trong Vùng Vilnius. Ngày 4 tháng 4 chính thức diễn ra chuyến vận chuyển. Tối hôm đó, tàu đưa những người trong ghetto rời khỏi Święciany, đồng thời ga Soły cũng khởi hành chuyến tàu chở những người Do Thái từ Oszmiana, Michaliszki và Soły. Người Đức dùng bảo đảm đó để lừa họ. Rạng sáng 5 tháng 4, cả hai đoàn tàu đều dừng tại nhà ga Vilnius một lát rồi hướng về Ponary. Khoảng 4.000 bị giết sau đó, chỉ một nhóm nhỏ từ Święciany được đưa đến trại ở Bezdany. Vài trăm người cố gắng chạy trốn khi đoàn tàu chuyển đường ray sang Ponary. Hầu hết số này đều bị giết, nhưng có người đã chạy tới được ghetto Vilnius. Cuộc đào thoát được người lái tàu Ba Lan (hoạt động trong Armia Krajowa) Marian Maciejewski cùng phụ lái tạo điều kiện khi lấy danh nghĩa kiểm tra an toàn để mở một số toa tàu. Tại Ponary, một số thanh niên Do Thái tay không đã đánh lại lính canh; hai cảnh sát Litva thiệt mạng và một người Đức bị thương trong vụ xả súng hỗn loạn.
Theo Tomkiewicz, 566 người Do Thái bị giết tại Ponary vào tháng 6 và tháng 7 năm 1943. Nạn nhân bao gồm những người trong trại lao động Do Thái cuối cùng của Vùng Vilnius là Nowa Wilejka.
Ngày 23-24 tháng 9, quân Đức thanh lý ghetto Vilnius. Khoảng 4.000–5.000 người chủ yếu là phụ nữ và trẻ em bị đưa đến trại hủy diệt Sobibór, 3.000-3.700 thanh niên bị chuyển đến các trại lao động ở Latvia và Estonia, vài trăm người già hoặc bệnh tật bị giết tại Ponary. Bên cạnh những người đang lẩn trốn, chỉ còn 2.200 người còn lại ở Vilnius, tổng khoảng 3.000 người Do Thái. Những người này chủ yếu làm việc trong các nhà máy da Kailio, bệnh viện quân sự, các xưởng của Wehrmacht và Gestapo, cũng như người nhà họ.
Trong những tháng tiếp theo, người Do Thái bị bắt ở "khu Arya" liền bị mang tới bắn tại Ponary. Chỉ trong khoảng thời gian từ ngày 27 tháng 9 đến ngày 31 tháng 10 năm 1943, cảnh sát Litva bắt được 1.075 người tị nạn Do Thái ở Vilnius, giao cho Đức để xử bắn tại Ponary. Quân Đức cũng tiến hành thanh sát các trại lao động ở Vilnius để phát hiện người Do Thái phi pháp, rồi cũng đưa đến Ponary xử bắn. Chỉ trong ngày 15 tháng 10, tại nhà máy Kailio có khoảng 30 người bị bắt.
Vụ tàn sát lớn cuối cùng diễn ra vào những ngày đầu tháng 7 năm 1944, ngay trước khi Hồng quân chiếm được Vilnius. Quân Đức giết công nhân Do Thái (khoảng 2.000–2.300 người), tù nhân Łukiszki và Ofiarna cùng các tù binh Liên Xô. Tổng số nạn nhân có thể lên tới 4.000 người.

### Nạn nhân Ba Lan

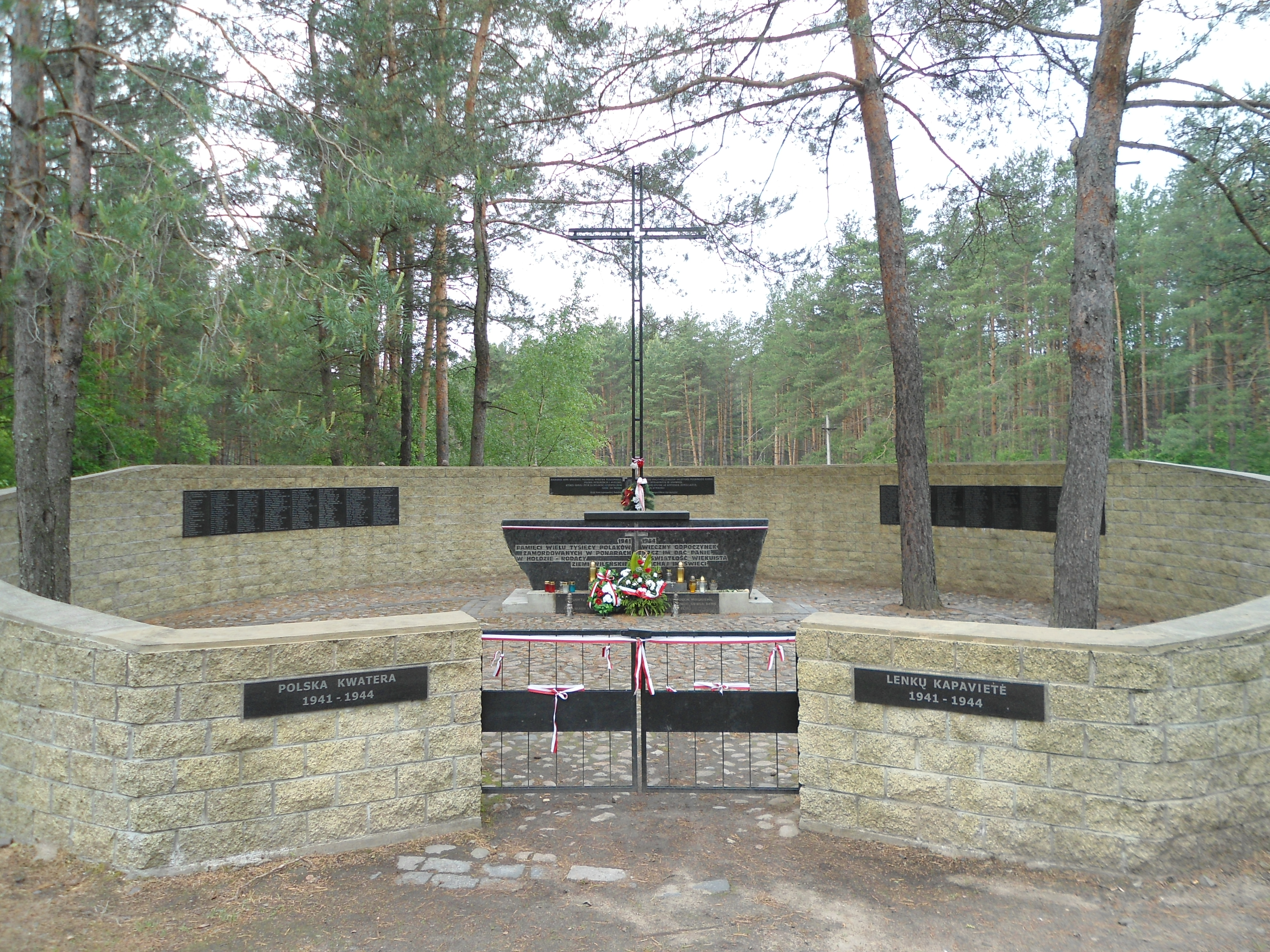
Đài tưởng niệm Ba Lan tại Ponary

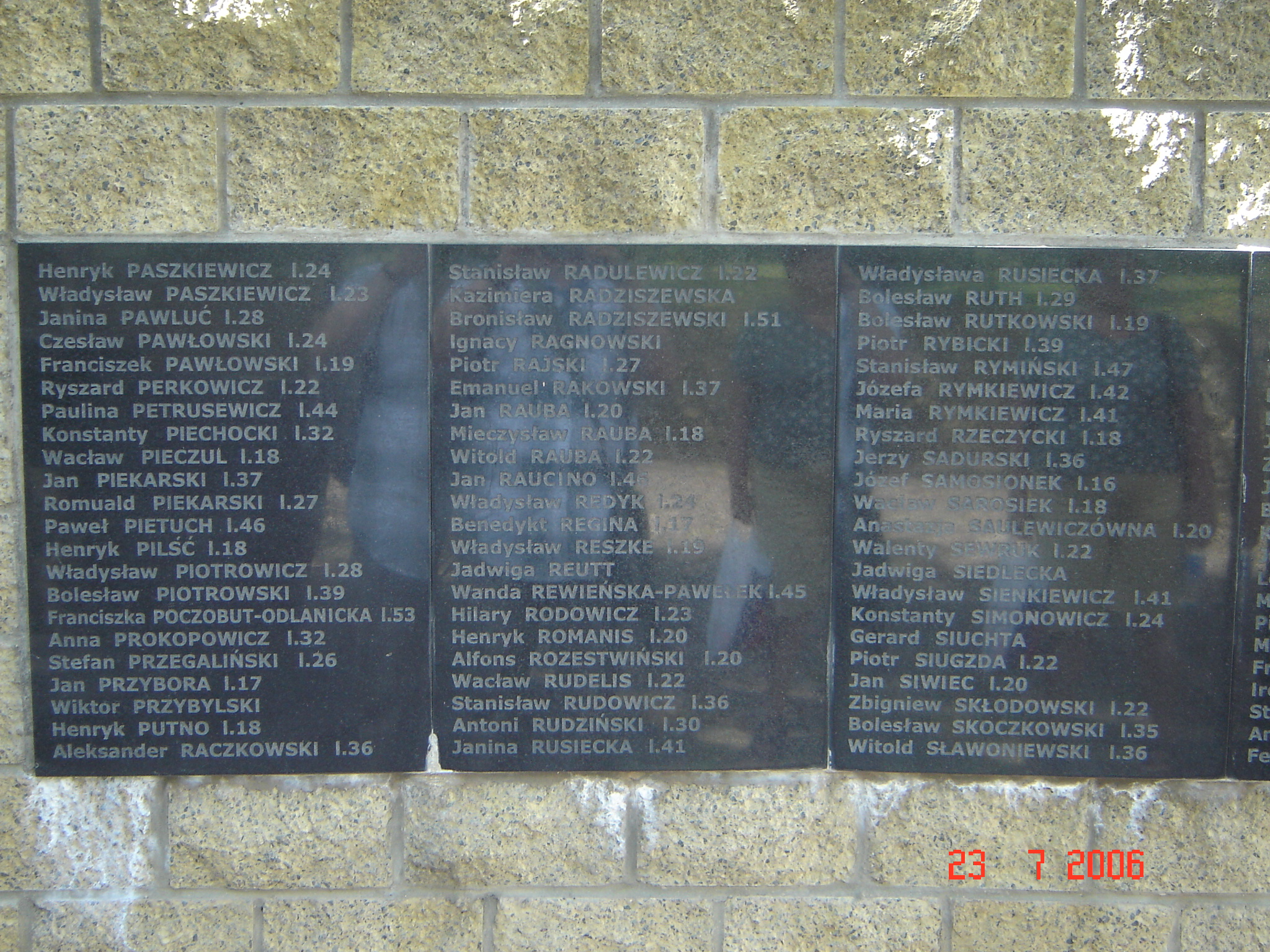
Bảng ghi tên người Ba Lan bị giết

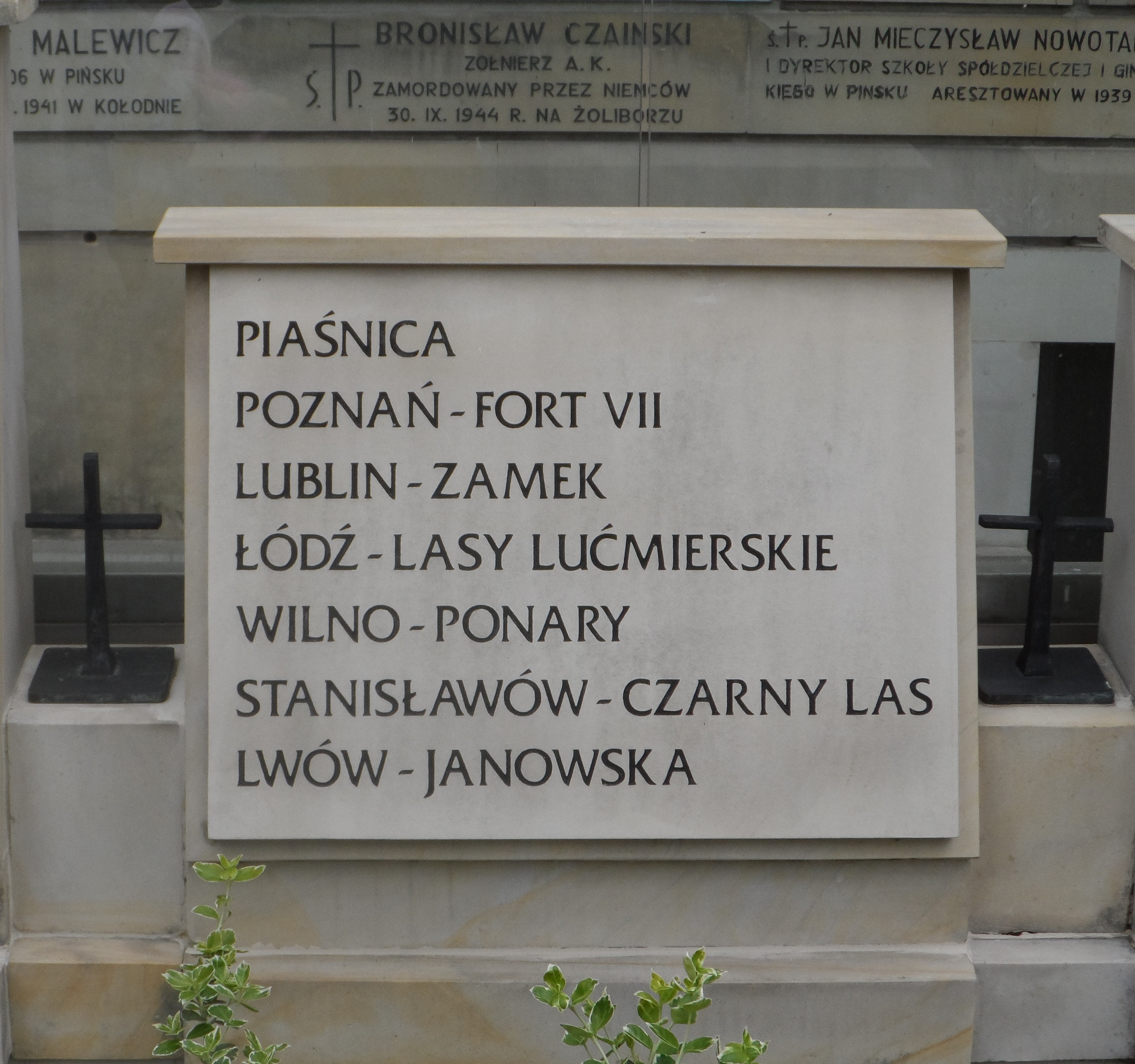
Bảng tưởng niệm nạn nhân của tội ác Đức tại Nhà thờ Thánh Stanisław Kostka ở Warszawa, trong đó bao gồm cả nạn nhân Ponary

Những người Ba Lan sớm nhất bị bắn tại Ponary có thể khoảng tháng 9 năm 1941. Một số nguồn báo cáo về vụ bắn 320 tù nhân Ba Lan từ Łukiszeki ngày 27 tháng 9. Sau đó, dân Ba Lan bị gia tăng đàn áp. Ngay khi chiếm đóng, những người theo chủ nghĩa dân tộc Litva cố gắng thuyết phục Đức xử lý người Ba Lan nhưng không thành công, vì Đức ưu tiên xóa sổ dân Do Thái và cộng sản. Hơn nữa, sau khi bị NKVD đàn áp giết chóc, có thể nói giới trí thức Ba Lan đã đứng trung lập. Ghi nhận trong báo cáo của Einsatzgruppe B ngày 11 tháng 7 năm 1941:
| “ | Có thể dự đoán rằng người Ba Lan trên các vùng mới chiếm đóng là những người chống cộng và chống Do Thái. Chiến dịch thanh lọc chỉ nên mở rộng chủ yếu dành cho bọn Bolshevik và Do Thái. Đối với giới trí thức và các tầng lớp Ba Lan khác thì sẽ quyết định sau, trừ khi có lý do đặc biệt dựa trên các trường hợp cụ thể được coi là nguy hiểm. Do đó, người Ba Lan rõ ràng không phải đối tượng thanh lọc, đặc biệt vì chúng có tầm quan trọng lớn trong việc khởi sự pogrom và hữu ích trong thu thập thông tin. | ” |

Cuối tháng 10 đầu tháng 11 năm 1941, an ninh Đức phát hiện lực lượng Ba Lan nằm vùng Vilnius có liên lạc với đầu não chính phủ ngầm Ba Lan tại Warszawa. Không lâu sau bắt đầu các vụ bắt bớ người Ba Lan quy mô lớn. Đặc biệt đầu năm 1942 ghi nhận số vụ bắt giữ và xử tử gia tăng đáng kể. Nạn nhân là những người hoạt động ngầm hoặc cộng tác với họ, cũng như những ai bị buộc tội hợp tác với du kích Liên Xô, giúp đỡ dân Do Thái hoặc tù vượt ngục, mang giữ vũ khí, phá hoại và trốn tránh nghĩa vụ lao động. Đức sử dụng nguyên tắc quy kết trách nhiệm tập thể để trả đũa quân kháng chiến Ba Lan và cộng sản, khiến hàng loạt dân thường cũng bị bắt giữ. Đặc biệt là giới trí thức, giáo sĩ và học sinh Công giáo Ba Lan trở thành mục tiêu đàn áp.
Những người do Gestapo và Saugumo bắt giữ thường bị thẩm vấn tại trụ sở SD và cảnh sát an ninh đường Ofiarna 2, rồi giải tiếp đến nhà tù Łukiszki. Kết thúc điều tra, một số bị chuyển đến trại tập trung phải lao động cưỡng bức, hoặc đến các nhà tù khác thuộc Litva trên lãnh thổ Reichskommissariat Ostland. Những người bị kết án tử hình thì chịu thi hành án tại Ponary, hay ngay tại nhà tù Łukiszki, nhà giam đường Ofiarna hoặc Pháo đài IX ở Kaunas.
Cuối năm 1941 đầu năm 1942, quân Đức đập tan được tổ chức ngầm Liên minh người Ba Lan tự do (Związek Wolnych Polaków - ZWP). Khoảng 90 người chủ mưu bị bắn tại Ponary trong ba vụ hành hình nửa đầu tháng 5 năm 1942. Các thành viên ZWP còn lại bị xử tử tháng 9 năm 1943. Tháng 1 năm 1942, quản xứ thánh Ducha tại Vilnius đồng thời là tuyên úy quân khu Vilnius của Armia Krajowa là cha Romuald Świrkowski bị bắt rồi chịu chết trong vụ hành quyết hàng loạt tại Ponary ngày 5 tháng 5 năm 1942. Tháng 2 năm 1942, Zbigniew Skłodowski, huynh trưởng Hiệp hội hướng đạo Ba Lan của Cộng hòa Liva bị bắt và bị xử bắn hai tháng sau đó.
Tháng 2 và tháng 3 năm 1942, gần 200 người hoạt động ngầm tham gia vào chiến dịch "hợp thức hóa" (làm tem thực phẩm và giấy tờ tùy thân giả mạo). 32 người bị bắn tại Ponary. Trong số các nạn nhân có cha xứ Tadeusz Zawadzki của nhà thờ Thánh Phêrô và Phaolô tại Antakalnis là người quản lý chịu trách nhiệm hành động. Tháng 6 năm đó, ba người trong một nhóm "hợpp thức hóa" bị bắt và bị bắn ngay sau đó tại Ponary. Các vụ bắt bớ những người "hợp thức hóa" diễn ra từ tháng 2 đến tháng 4 năm 1943. Khoảng 70 người bị bắt giam, 25 người trong số họ bị giết tại Ponary. Cuối cùng, vào cuối tháng 3 năm 1944, bốn người cầm đầu bị bắt và bị xử bắn tại Ponary.
Tháng 5 năm 1942, nhóm theo du kích Liên Xô giết chết ba quan chức Đức ở vùng phụ cận Święciany. Đáp lại, quân Đức và Litva bắn chết 450 người Ba Lan trong thành phố và các làng lân cận. Ngoài ra, 150 người Ba Lan phải vào tù Łukiszki rồi bị xử bắn tại Ponary.
Tháng 7 năm 1942 diễn ra các vụ hành quyết tiếp theo khiến 40–50 người Ba Lan thiệt mạng. Ngày 2 tháng 12 năm đó, vài chục người Ba Lan bị bắn tại Ponary, trong đó có một số quân binh Armia Krajowa. Nạn nhân tiêu biểu vụ này là Stanisław Węsławski - luật sư, nhà soạn nhạc, chủ tịch ngầm của Vilnius. Tiếp theo là mùa xuân năm 1943 xử bắn những người bị tội danh tham gia in ấn và phân phát tạp chí ngầm Niepodległość (Độc lập).
Đêm 16 rạng sáng 17 tháng 9 năm 1943, 140 người Ba Lan đã bị bắt tại Vilnius, mười trong số đó bị bắn vào ngày hôm sau tại Ponary. Các nạn nhân là: giáo sư Mieczysław Gutkowski (giảng viên luật ngân hàng và thuế tại Đại học Stefan Batory), giáo sư Kazimierz Pelczar (trưởng khoa y Đại học Stefan Batory), Mieczysław Engiel (biện lý), Kazimierz Antuszewicz (kỹ sư), Stanisław Grynkiewicz (nhà hóa học), Eugeniusz Biłgorajski (đại úy WP), Kazimierz Iwanowski (trung úy dự bị WP), Tadeusz Lothe (nhân viên rạp hát), Włodzimierz Maurik (quản lý văn phòng), Aleksander Orłowski (công nhân). Vụ này nhằm trả đũa việc quân Armia Krajowa giết Marijonas Podabas là thanh tra cảnh sát Litva ở Vilnius.

### Nạn nhân khác
Ngoài dân Do Thái và Ba Lan, tù binh Liên Xô từ các trại gần đó, đảng viên Cộng sản và nhân viên Liên Xô chưa kịp chạy trước khi quân Đức đến, đã bị bắn hàng loạt tại Ponary. Các vụ xử tử như vậy chủ yếu diễn ra trong những tháng đầu tiên Đức chiếm đóng. Những quan chức cao cấp phải kể đến Ủy viên kiểm sát nhà nước Litva Xô viết Liudas Adomauskas, thành viên Hội đồng tối cao Litva Xô viết Andrius Bulota và Ủy viên kinh tế thành phố W. Knywa. Những người vợ sĩ quan Hồng quân không di tản được về phía đông khi chiến tranh bùng nổ cũng bị bắn chết.
Ít nhất 40 người Digan bị giết tại Ponary.
Ngày 20 tháng 5 năm 1944, 20 sĩ quan và binh sĩ Litva trong đội Liệtuvos vietinė rinktinė bị tử hình tại Ponary sau khi bị buộc tội hèn nhát thua trận Murowana Oszmianka.

### Số lượng nạn nhân
Trước khi chấm dứt chiến tranh đã có những nỗ lực nhằm xác định số lượng nạn nhân bị giết tại Ponary. Đại diện Quân đoàn 5 thuộc Phương diện quân Belorussia 3 đã điều tra từ tháng 7 năm 1944, ước tính khoảng hơn 200.000 người bị giết. Trong bản báo cáo ngày 26 tháng 9 năm 1944 quân quân khu Vilnius gửi Bộ Chỉ huy Armia Krajowa viết rằng khoảng 130-160.000 người bị giết tại Ponary trong vòng 3 năm, 25-30% trong số đó là người Ba Lan. Vụ Ponary cũng được nêu ra trong phiên tòa Nuremberg. Trong phiên ngày 30 tháng 9 đến ngày 1 tháng 10 năm 1946, Tòa án Quân sự Quốc tế ra phán quyết rằng ít nhất 100.000 "công dân xô viết" bị giết tại Ponary.
Trong thời gian dài, giới nghiên cứu sử học giữ quan điểm khoảng 100.000 người bị giết tại Ponary. Số nạn nhân Do Thái ước tính khoảng 70.000 người. Mặt khác, các sử gia Ba Lan có khuynh hướng ước tính số nạn nhân Ba Lan vào khoảng vài nghìn hoặc lên đến 20.000 người.
Monika Tomkiewicz, tác giả sách chuyên khảo khoa học duy nhất về tội ác Ponary do Viện Tưởng niệm Quốc gia xuất bản năm 2008, cho rằng con số 100.000 nạn nhân là bị thổi phồng lên. Bà ước tính số nạn nhân Ponary rơi vào khoảng 80.000 người, bao gồm:
- khoảng 72.000 người Do Thái,
- khoảng 5.000 tù binh Liên Xô,
- khoảng 1.500–2.000 người Ba Lan,
- khoảng 1.000 đảng viên cộng sản nhiều nước,
- khoảng 40 người Di gan.

Viện Tưởng niệm Quốc gia Ba Lan khi tiến hành điều tra tội ác Ponary đã xác định được 292 nạn nhân mang quốc tịch Ba Lan. 49 người trong đó có tên họ đầy đủ, khả năng cao là bị giết tại Ponary dù điều này cũng chưa rõ ràng.
Thảm sát Ponary được coi là tội ác lớn nhất mà quân chiếm đóng Đức gây ra tại vùng biên giới Đông Bắc Đệ Nhị Cộng hòa Ba Lan. Ponary đôi khi được ví von là Katyn hay Golgotha của Vilnius.

## Vén màn tội ác thời chiếm đóng
Đầu tháng 7 năm 1941, lần đầu tiên cư dân Ponary nghe thấy tiếng súng phát ra từ địa điểm hành quyết. Khi ấy, nơi này vẫn chưa được bảo vệ chặt chẽ. Một người Ba Lan địa phương còn lọt được vào trong và dễ thấy dấu vết giết chóc bị che giấu không quá cẩn thận.
Cùng lúc, lính vận tải Wehrmacht đóng quân gần Ponary nhận thấy dòng người Do Thái bị dẫn đi cũng như tiếng súng vọng ra từ khu rừng. Do tò mò, một số người đã tìm đến địa điểm và trở thành nhân chứng trực tiếp. Một trong số đó thậm chí còn chụp vài bức ảnh, đó chính là bằng chứng ghi lại tội ác Ponary còn giữ được sau chiến tranh.
Các nạn nhân bị lừa rằng đang đi đến trại lao động cưỡng bức. Báo cáo nhân chứng cho thấy vào mùa xuân năm 1942, nhiều người bị kết án tin vào điều này. Tuy nhiên theo thời gian, người ta nhận thức nhiều hơn sự thực về Ponary. Một nhân chứng kể lại có lần mẩu bao thuốc lá được ném ra từ xe tải chạy đến địa điểm, trên đó viết bằng tiếng Ba Lan "jedziemy na śmierć z Łukiszek" nghĩa là "chúng tôi đang từ Łukiszeki đi đến chỗ chết".
Tháng 7 và tháng 8 năm 1941, dân Do Thái ở Vilnius vẫn đinh ninh quân Đức đưa người thân mình đến trại cưỡng bức lao động, "ghetto số 3 tại Ponary" hoặc đến Minsk. Đầu tháng 9, sáu phụ nữ Do Thái bị thương nhẹ đến được Vilnius. Họ là những người sống sót sau đợt hành hình tại Ponary, nằm dưới những xác chết rồi trốn ra. Nhân viên bệnh viện Do Thái giữ bí mật cho họ, không để lộ cho quân Đức. Tiếp đó, những người sống sót khác cũng trốn về được khu Do Thái. Judenrat của "ghetto lớn" do Jakub Gens đứng đầu đã thành công trong việc ngăn chặn thông tin diệt chủng lan truyền ra. Rất có thể họ cho rằng không còn cách nào cứu được những người Do Thái đã nằm trong tầm ngắm, nhưng ít ra có thể cứu được số người đang buộc phải phục vụ cho quân Đức. Như vậy họ đã quyết định trung thành với quân chiếm đóng và ngăn chặn những bất ổn phương hại đến số người còn lại đang sống trong ghetto. Đến tận cuối năm 1941 đầu năm 42, dân chúng ghetto mới bắt đầu biết về thảm sát Ponary. Ngày 31 tháng 12, các nhà hoạt động thanh niên phục quốc Do Thái tổ chức buổi họp công khai trong nhà bếp đường Straszuna. Bản thông báo đọc lên xác nhận những người bị đưa khỏi ghetto đã bị giết tại Ponary và kêu gọi thanh niên Do Thái đứng lên đấu tranh.
Tháng 10 năm 1941, tổ chức thanh niên Do Thái Dror và Hashomer Ha-Cair từ ghetto Warszawa dùng giao liên hướng đạo viên Ba Lan Henryk Grabowski kết nối được với ghetto Vilnius. Đó là lần đầu tiên tội ác diệt chủng Do Thái lọt ra ngoài vùng Vilnius. Cuối tháng 10, Israel Chaim Wilner lên đường tới Warszawa, đến tháng 12, các đại diện thanh niên phục quốc Do Thái vùng Vilnius cũng có mặt. Họ xác nhận thông tin diệt chủng, đồng thời bổ sung thông tin địa điểm hành quyết chính là Ponary. Các thông tin này được Oneg Shabbat ghi lại. Thông tin thảm sát người Do Thái ở Vilnius rất có thể dựa trên lời kể của Wilner, rồi được công bố cuối tháng 10 năm 1941 trên tạp chí ngầm "Neged ha-Zerem" do Hashomer Ha-Cair xuất bản tại khu ghetto Warszawa. Tuy nhiên, giới lãnh đạo Do Thái Warszawa nghi ngờ thông tin diệt chủng tại Ponary, Vilnius cũng như Kresy trong thời gian dài, mà không ngờ đó là khúc dạo đầu cho Holocaust. Chủ tịch Judenrat ở Grodno Dawid Brawer cũng hành xử tương tự khi nghe He-Chaluc thông tin về tội ác Vilnius và Ponary cuối năm 1941.
Tháng 4 năm 1942, Tổ chức Đảng thống nhất (פֿאַראײניקטע פּאַרטיזאַנער אָרגאַניזאַציע‎ - Fareynikte Partizaner Organizatsye - FPO) hoạt động tại ghetto Vilnius đã cử phái đoàn 3 người đến ghetto ở Białystok và Warszawa. Nhiệm vụ là cung cấp thông tin văn bản về những người sống sót trong các vụ hành quyết Ponary. Đồng thời FPO cảnh báo Đức đang tiến hành hủy diệt người Do Thái và kêu gọi tất cả dân Do Thái đấu tranh vũ trang. Ba thông tin viên này đến được ghetto Białystok, nhưng trên đường đi Warszawa thì bị bắt tại ga xe lửa Małkinia. Họ bị xử tử tại Pawiak vài tháng sau đó. Mùa thu năm 1942, các phái viên FPO cũng thất bại khi định vượt qua chiến tuyến nhằm thông báo cho chính quyền Liên Xô biết về thảm sát dân Do Thái tại Ponary.
Tội ác Ponary đều được đưa vào báo cáo của Chính phủ ngầm Ba Lan. Tình báo Ba Lan cố gắng thu thập thông tin hành quyết nhiều nhất có thể. Quân Armia Krajowa tại Vilnius đưa những thông tin này vào truyền đơn và tờ rơi. Tháng 6 năm 1942, vụ giết hại 1.000 người Do Thái ở Ponary xuất hiện trên tờ The New York Times và London Evening Standard.

## Che đậy dấu vết

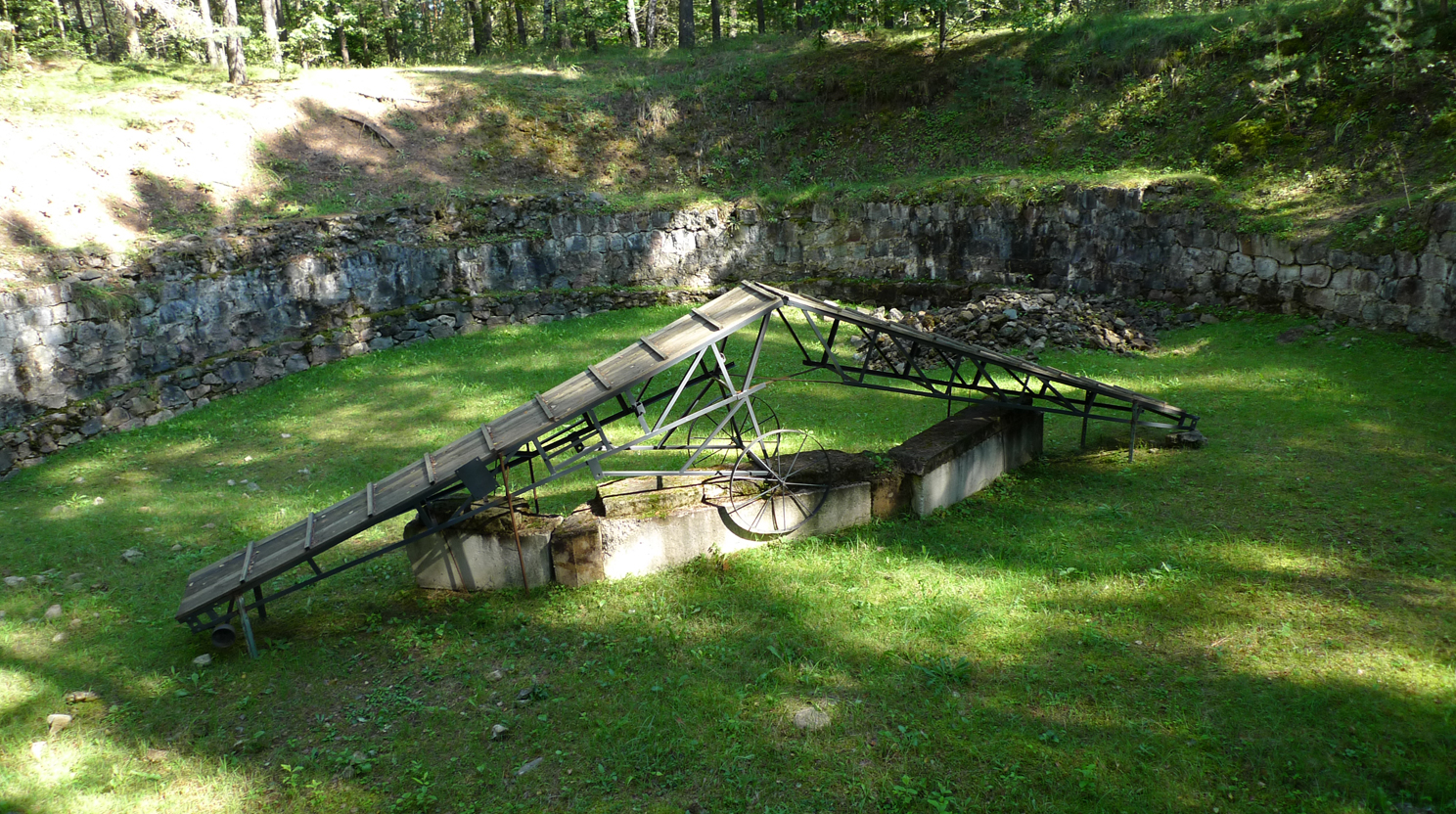
Hố thiêu xác nạn nhân năm 1943–1944

Khi tình hình Mặt trận phía Đông không khả quan, năm 1943, quân Đức bắt đầu che đậy dấu vết tội ác mà họ gây ra ở Trung và Đông Âu và thành lập đơn vị Sonderkommando 1005 cho mục đích này. Đội đặc vụ đến Ponary tháng 12 năm 1943. Tuy nhiên, hai tháng trước đó, Gestapo tại Vilnius đã bắt đầu chuẩn bị việc này. Trước tiên là di dời cư dân các nhà gần nhất, rồi mang lượng lớn vôi clo đến địa điểm. Cuối tháng 11, các tù nhân bị đưa đến Ponary để đào xác lên và thiêu hủy. Tomkiewicz viết nhóm này gồm 44 người Do Thái từ Vilnius, 38 tù binh Liên Xô và một người Ba Lan tên là Iwaszkiewicz. Arad lại đưa ra con số 70 người Do Thái từ Vilnius và vùng phụ cận, 10 tù binh, 9 trong số đó là người Do Thái. Arad cũng thêm ý kiến rằng trong số các tù nhân có bốn phụ nữ nấu ăn và dọn dẹp.
Tù nhân phải ở trong đường hào lớn được cải tạo thành nơi ở, chỗ nấu ăn và tủ đựng tạm bợ. Ngoại trừ nơi vệ sinh, toàn bộ được che bằng ván và hắc ín. Tù nhân chỉ có thể ra khỏi hố bằng thang do lính canh đưa từ ngoài vào. Giáng sinh năm 1943, khi một nhóm tù nhân của Sonderkommando 1005 trốn khỏi Pháo đài IX ở Kaunas, quân Đức liền thắt chặt an ninh tại Ponary. Xung quanh rào dây thép gai và nhiều chỗ đặt mìn, còn tù nhân bị cùm chân.
Công tác che đậy dấu vết kéo dài từ cuối tháng 11 năm 1943 đến tháng 6 năm 1944. Dưới sự giám sát của quân Đức, tù nhân mở mộ tập thể và dùng móc gắn vào cán dài 1,5 mét để kéo xác ra ngoài. Tử thi thường đang trong tình trạng phân hủy nặng, được kiểm tra răng vàng và đồ trang sức, sau đó chất thành đống và đốt. Sau khi cháy hết, tù nhân đập xương nhỏ ra, cùng với tro ném vào hố chôn tập thể rồi phủ một lớp cát lên trên. Theo lời một tù nhân Do Thái, 68.000 xác người Do Thái bị tiêu hủy như vậy vào giữa tháng 4 năm 1944.
Sau một thời gian, các tù nhân quyết định liều lĩnh vượt ngục. Họ bắt đầu đào đường hầm, ban đầu sử dụng gậy và thìa, sau đó dùng hai tấm ván tường sau tủ đựng thức ăn. Tổng cộng đào được 20 m3 đất cát, họ bí mật cho vào túi và đổ đi khi làm việc. Sau 2 tháng rưỡi, họ hoàn thành đường hầm dài 30 mét. Cuộc đào thoát hàng loạt diễn ra vào đêm 15 tháng 4 năm 1944. Các tù nhân dùng giũa kim loại tìm được trong xác chết để mở cùm và lần lượt xuống hầm. Khi 25 người ra được bên ngoài, lính canh phát hiện và báo động, ngăn chặn những người còn lại. Mười hai người bị bắn chết khi đang chạy. Có 11 người thoát được đến Rừng Rudnicka và gia nhập du kích Xô Viết.
Để tiếp tục hành động xóa dấu vết, quân Đức đã đưa 70 hoặc 86 người Do Thái từ nhà máy Kailio tới. Tháng 7 năm 1944, ngay trước khi Hồng quân tới, tất cả tù nhân đều bị giết.
Năm 2016, các nhà khảo cổ phát hiện dấu tích một đường hầm ở Ponary, mà các tù nhân của Sonderkommando 1005 đã sử dụng để đào thoát.

## Tưởng niệm

### Kỷ niệm hiện trường thảm sát

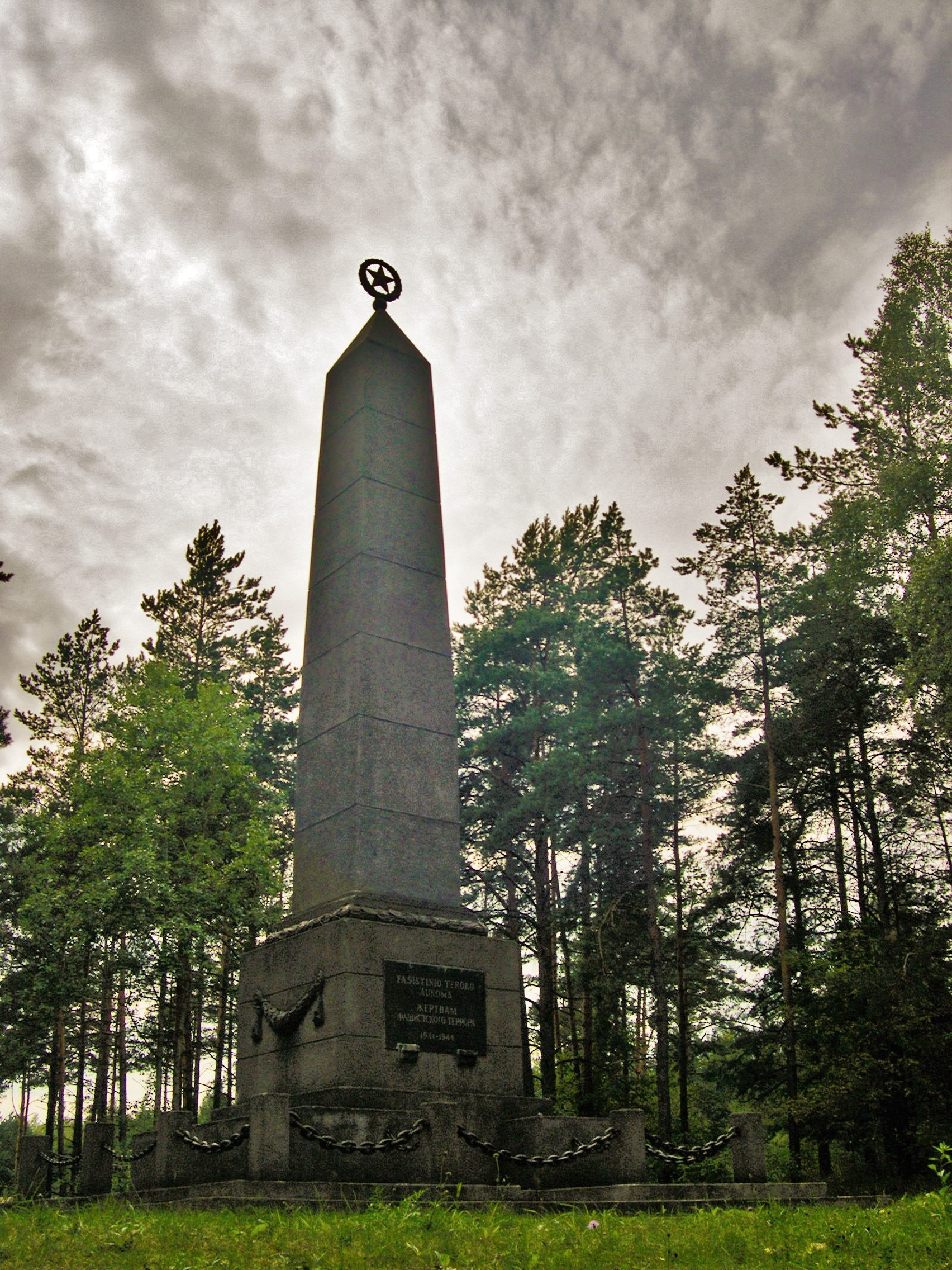
Đài tưởng niệm Ponary dựng thời Xô Viết

Tháng 8 năm 1944, "Ủy ban đặc biệt điều tra tội ác Đức Quốc xã gây ra từ năm 1941 đến ngày 5 tháng 8 năm 1944 tại Cộng hòa Xã hội chủ nghĩa Xô viết Litva" do chính quyền Liên Xô thành lập đã điều tra hiện trường vụ án Ponary. 515 thi thể được khai quật từ "hố tử thần" và đem giám định. Kết quả xác định được 5 thi thể. Ngoài ra cũng phát hiện một lượng lớn xương người, tro, vật dụng cá nhân và giấy tờ tùy thân.
Năm 1945, những người Do Thái còn sống sót ở Vilnius dựng một khu tưởng niệm tự phát tại Ponary. Tuy nhiên, chính quyền Xô Viết nhanh chóng dẹp bỏ. Nửa đầu thập niên 1950, họ phá bỏ cây thánh giá mà cư dân Vilnius dựng tại địa điểm hành quyết. Họ chỉ  cho phép đặt bảng thông tin bằng gỗ phía trên viết tiếng Nga và tiếng Litva. Năm 1948, đài tưởng niệm bằng đá gắn ngôi sao năm cánh được khánh thành tại Ponary. Đài tưởng niệm không đề cập đến nguồn gốc dân tộc nạn nhân mà chỉ viết ngắn gọn bằng tiếng Litva và tiếng Nga:
Nạn nhân của khủng bố phát xít 1941–1944

Trong vài thập kỷ, khu tưởng niệm bị lãng quên. Năm 1980, Ponary mở một bảo tàng kỷ niệm tội ác thảm sát nhưng chỉ một năm sau đã bị hỏa hoạn thiêu rụi. Mãi đến năm 1985, chính quyền Xô Viết mới dọn dẹp địa điểm và dựng một quần thể tượng tại đó, cùng với một bảo tàng bằng gạch mới Jautis Makariunas. Phần còn lại của sáu ngôi mộ tập thể có đường đá bao quanh, mép được gia cố lại và phủ đầy cỏ. Năm hố cắm biển trên viết chữ tiếng Nga và tiếng Litva: "Tại đây, quân chiếm đóng Đức Quốc xã đã đốt xác đào lên". Ở hố thứ 6 cũng là lớn nhất, tấm bảng ghi: "Trong hố cao tám mét này, quân chiếm đóng Đức Quốc xã giam giữ tù nhân là những người phải đi đào xác và đập nát xương nạn nhân". Ở lối vào quần thể di tích có hai tấm biển bằng đá cùng với dòng chữ bằng hai thứ tiếng Litva và tiếng Nga:
Tại đây, trong khu rừng Ponary, từ tháng 7 năm 1941 đến tháng 7 năm 1944, Đức Quốc xã bắn chết hơn 100.000 công dân Liên Xô.

Nhằm che giấu tội ác, từ tháng 12 năm 1943, quân phát xít thiêu xác nạn nhân.

Chính sách công khai thời cải tổ rồi đến Liên Xô tan rã giúp cho tiếng Do Thái và Ba Lan được sử dụng tại khu tưởng niệm. Năm 1990, cây thánh giá gỗ cao 10 mét tưởng niệm những người Ba Lan bị sát hại đã được dựng lên và thánh hiến tại địa điểm. Trước thánh giá đặt tấm bảng tưởng niệm bằng đá granit với dòng chữ bằng tiếng Ba Lan:
1941-1944. Tưởng nhớ hàng ngàn người Ba Lan bị sát hại tại Ponary. Tri ân tới đồng hương vùng Vilnius.
 Lạy Chúa, xin cho họ được an nghỉ vĩnh hằng, và để ánh sáng đời đời soi chiếu họ. A-men.

Năm 1990, ở lối vào đặt tấm bảng bằng đá granit in hình Ngôi sao David với dòng chữ bằng tiếng Yiddish, tiếng Do Thái, tiếng Litva và tiếng Nga ghi rằng có 70.000 nạn nhân nam giới, phụ nữ và trẻ em Do Thái. Một năm sau, Ponary dựng tượng đài tưởng niệm nạn nhân Do Thái. Tượng đài có bề ngoài lấy cảm hứng từ bia mộ Do Thái, ngôi sao David bằng kim loại và menorah bằng đồng. Dòng chữ trên đài tưởng niệm ghi bằng tiếng Do Thái, tiếng Yiddish, tiếng Litva, tiếng Anh và tiếng Nga:
Ký ức vĩnh hằng về 70.000 người Do Thái từ Vilnius và vùng phụ cận, bị giết và thiêu xác tại Ponary này do bàn tay những tên tra tấn Đức Quốc xã và lũ tay sai hỗ trợ.

Năm 1992, dưới nỗ lực của Hội đồng Bảo tồn Tưởng niệm những người khổ đau và bị sát hại, triển lãm bảo tàng được bổ sung tư liệu về nạn nhân Ba Lan. Năm 2000, thánh giá gỗ được thay bằng kim loại. Khu tưởng niệm được hàng rào đá bao quanh, cổng bẳng kim loại cùng những bảng tưởng niệm ghi tên nạn nhân bị sát hại. Một trong những bảng ghi bằng tiếng Ba Lan và tiếng Litva:
Binh lính quân đội Armia Krajowa, Nhà nước ngầm Ba Lan, giới trí thức và thanh niên Ba Lan, những người đã hy sinh mạng sống mình vì tự do cho quê hương. Xin tôn vinh kỷ niệm về họ.
Chính phủ Cộng hòa Ba Lan

Trong quần thể tượng đài Ponary còn những thánh giá, bảng đá tưởng niệm và các tượng đài nhỏ  khác dành cho tù binh Liên Xô bị sát hại, người Litva bị giết năm 1941, lính Phòng vệ Litva Liệtuvos vietinė rinktinė bị bắn năm 1944, người Do Thái ở Vilnius bị giết năm 1944. Năm 1985, dòng chữ ở lối vào cũng được bổ sung thông tin: bên cạnh "Đức Quốc xã" có ghi rõ những người thực thi là "cộng tác viên địa phương". Từ năm 2013, khu tưởng niệm do Bảo tàng Nhà nước Do Thái Gaon ở Vilnius quản lý.

### Ký ức Ponary tại Ba Lan

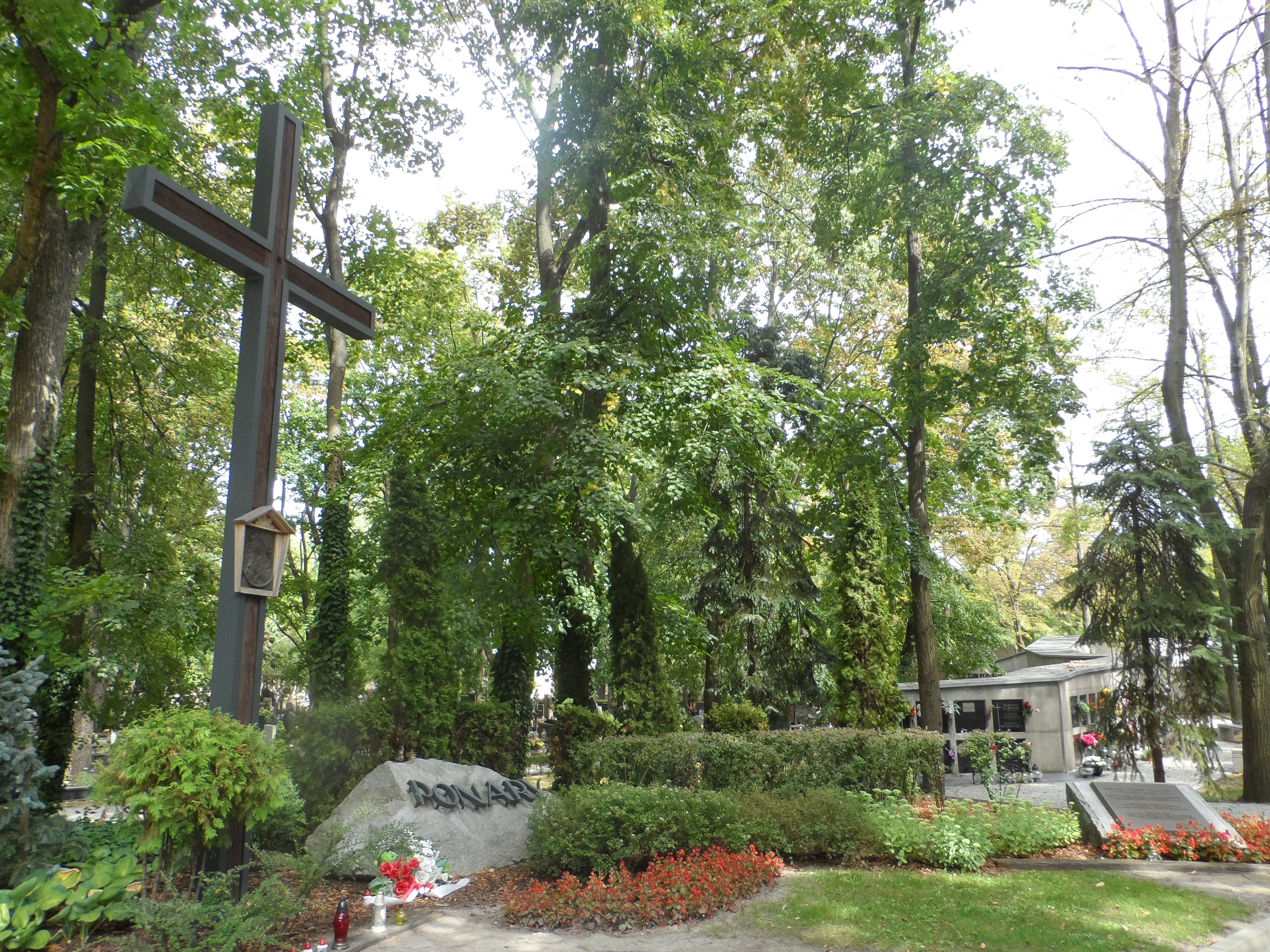
Đài tưởng niệm nạn nhân Ponary tại Nghĩa trang quân đội Powązki

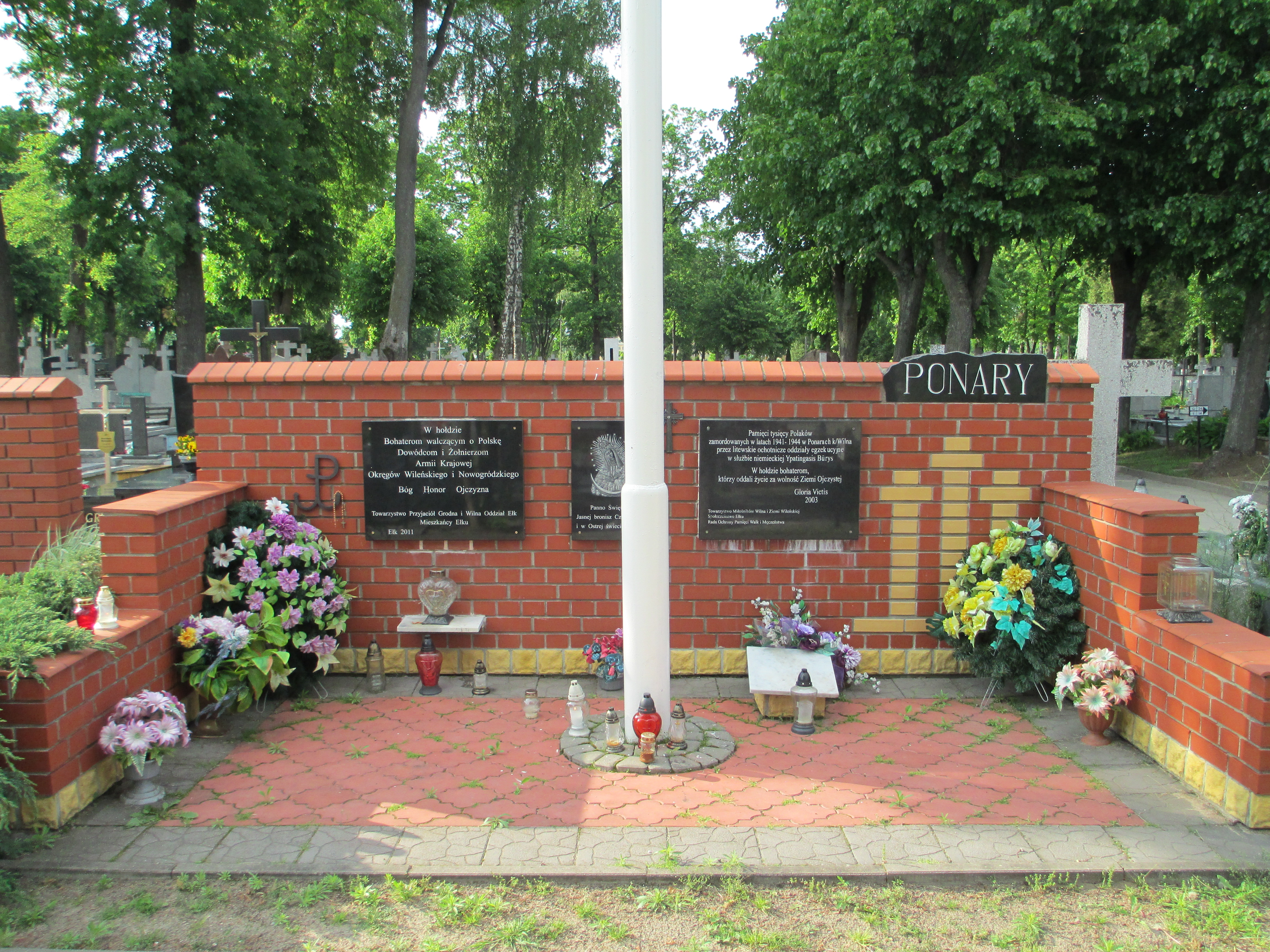
Khu tưởng niệm nạn nhân Ponary tại Nghĩa trang Quân đội và Dân sự tại Ełk

Ở Ba Lan, nạn nhân Ponary được tưởng niệm tại nhiều nơi. Bảng tưởng niệm đầu tiên tại nhà thờ Thánh Jacek tại Warszawa. Tượng đài tưởng niệm nhỏ được lập nên tại Nghĩa trang quân đội Powązki ở Warszawa (1997), Nghĩa trang Quân đội và Dân sự ở Ełk (2003), Nghĩa trang Trung tâm ở Szczecin (2012) và Nghĩa trang Łostowicki ở Gdańsk (2018).
Năm 1994, theo sáng kiến của Helena Pasierbska, hiệp hội "Rodzina Ponarska" (Gia đình Ponary) được thành lập, tập hợp người thân và bạn bè nạn nhân Ba Lan bị giết tại Ponary. Từ năm 1997, hiệp hội tổ chức lễ kỷ niệm "Ngày Ponary" vào ngày 12 tháng 5 hàng năm.

### Nhật ký Kazimierz Sakowicz
Một trong những nhân chứng quan trọng nhất là nhà báo tiền chiến đồng thời thành viên phong trào kháng chiến Ba Lan Kazimierz Sakowicz, nhà chỉ cách địa điểm hành quyết vài chục mét. Trong ba năm, Sakowicz bí mật theo dõi, ghi dấu hiệu toa tàu, số xe, thu thập thông tin từ các nhân chứng khác. Ông chép phát hiện của mình lên những mảnh giấy nhỏ, cho vào chai và và chôn trong vườn. Sau chiến tranh, người ta đã tìm thấy những ghi chép Sakowicz từ ngày 11 tháng 7 năm 1941 đến ngày 6 tháng 11 năm 1943. Ngày 5 tháng 7 năm 1944, Sakowicz bị Ypatingasis būrys bắn chết. Có thể những ghi chép sau ngày 6 tháng 11 năm 1943 đã bị cảnh sát Litva phát hiện và tiêu hủy.
Năm 1952, ghi chép Sakowicz được tìm thấy khi hàng xóm đào tìm vàng trong vườn nhà ông. Tài liệu được chuyển đến Bảo tàng Nhà nước Do Thái Gaon ở Vilnius. Sau khi bảo tàng đóng cửa, tài liệu được chuyển tiếp tới Cục Lưu trữ Nhà nước Trung ương Litva và Bảo tàng quốc gia Litva ở Vilnius. Ghi chép được dùng làm bằng chứng để điều tra thẩm vấn các thành viên Ypatingasis būrys sau chiến tranh. Nhật ký Sakowicz được xuất bản lần đầu tiên ở Ba Lan năm 1999. Trong những năm tiếp theo, ấn bản chuyển ngữ được xuất bản bằng tiếng Do Thái (2000), tiếng Đức (2003), tiếng Anh (2005) và tiếng Litva (2012).

## Xét xử
Một số thủ phạm người Đức trực tiếp tham gia thảm sát Ponary đã bị truy tố.
- Walter Blume, chỉ huy Sonderkommando 7a, hoạt động ở Vilnius vào cuối tháng 6 năm 1941, bị kết án tử hình trong phiên tòa xử án Einsatzgruppen (1948). Sau đó, bản án được giảm xuống 25 năm tù.[226]
- Martin Weiss, quản lý Ypatingasis būrys, bị kết tội giết 7 người và hỗ trợ giết 30.000 người tại Ponary vào tháng 2 năm 1950. Ông bị tòa án tỉnh Würzburg kết án tù chung thân. Năm 1977, ông được đặc xá. Đồng phạm August Hering bị kết tội giết 1 người và hỗ trợ giết 4.000 người khác, án xử tù chung thân, rồi giảm xuống 15 năm tù.[227]
- Alfred Filbert, chỉ huy Einsatzkommando 9, bị tòa án quốc gia Tây Berlin kết án tù chung thân vào tháng 6 năm 1962. Có bằng chứng cho thấy Filbert giết ít nhất 4.000 dân Do Thái vùng Vilnius. Filbert được ra tù sau 13 năm thụ án.[228]

Karl Jäger, nguyên chỉ huy Einsatzkommando 3, sau là chỉ huy SD và cảnh sát an ninh Generalbezirk Litauen, bị bắt tháng 4 năm 1959 tại Tây Đức. Hai tháng sau, ông tự sát trong phòng giam.
22 thành viên Ypatingasis būrys bị xét xử ở Liên Xô, 13 người lĩnh án tử hình, số còn lại chịu 10 đến 25 năm cải tạo lao động. Vụ xét xử đầu tiên diễn ra tháng 9 năm 1944, cho đến vụ cuối cùng vào tháng 2 năm 1978. Một số người bị xét xử hai lần, lần đầu vì tiếp tay tội ác, lần sau là kết tội chính họ thực hiện các vụ giết người. Một số người được tổng công tố Litva độc lập phục hồi sau năm 1990 với lý do là đối tượng bị Liên Xô đàn áp chính trị, kèm cả khoản bồi thường tài chính.
Cộng hòa Nhân dân Ba Lan cũng tổ chức xét xử thành viên Ypatingasis būrys. Tháng 11 năm 1973, tòa án thành phố Warszawa tuyên án tử hình Józef Miakisz (Juozas Makiszius), Władysław Butkun (Władas Butkunas) và Jan Borkowski (Jonas Barkauskas). Hội đồng Nhà nước sau đó đã đặc xá xuống còn 25 năm tù. Tháng 6 năm 1977, tòa án quận Olsztyn kết án Wiktor Gliwiński (Wiktoras Galwanauskas) 25 năm tù với bằng chứng tham gia hành quyết hàng loạt tại Ponary. Tòa án Tối cao tăng án lên tử hình nhưng Hội đồng Nhà nước lại thực hiện ân xá chuyển thành 25 năm tù.
Nguyên chỉ huy cảnh sát Saugumo Vilnius là Alexander Lileikis sang Hoa Kỳ định cư sau chiến tranh. Năm 1995, văn phòng công tố Litva tiến hành điều tra nhân vật này. Vào tháng 7 năm 2000, quá trình tố tụng bị dừng lại do sức khỏe bị cáo không tốt. Lileikis chết sau đó chưa đầy ba tháng.
Một số nhân viên Ypatingasis būrys hợp tác với cơ quan an ninh Liên Xô để tránh bị trừng phạt. Số khác tìm cách trốn sang phương Tây. Một trong những chỉ huy Litva Balys Norwaisz không rõ số phận về sau ra sao. Gia đình nói ông chết trong một đợt không kích của quân Đồng minh, nhưng rất có thể nhân vật này đã di cư sang Mỹ sau năm 1945.

## Trong văn hóa
Một người trong ghetto Vilnius là Noah Wołkowski sáng tác bài thơ Kołysanka Ponar (Khúc hát ru Ponary) bằng tiếng Ba Lan viết về tội ác Ponary. Sau đó, Szmerke Kaczergiński dịch bài thơ này sang tiếng Yiddish. Dựa trên đó, con trai Noah là Alik Wołkowski sáng tác khúc hát Shtiler, Shtiler phổ biến trong ghetto.
Józef Mackiewicz là nhân chứng tận mắt một vụ xử tử Ponary. Về sau, ông khắc họa tội ác này trong phóng sự ngắn Ponary–„Baza” đăng lần đầu trên tạp chí "Orzeł Biały" năm 1945. Mackiewicz cũng chỉnh sửa câu chuyện này đưa vào tiểu thuyết Nie trzeba głośno mówić (Không cần nói ra) năm 1969. Tác phẩm cũng được đưa vào tuyển tập phóng sự và truyện ngắn của Mackiewicz năm 1984 với tựa  đề Fakty, przyroda i ludzie (Sự thật, tự nhiên và con người).
Một số nhà thơ Ba Lan ẩn dụ tội ác Ponary trong các tác phẩm của mình như: Bronisława Fastowicz, Barbara Jedynak, Krystyna Jurkiewicz, Krystyna Konecka, Jan Nagrabiecki, Lusia Ogińska, Stefania Smoterowa, Henryk Szylkin, Kazimierz Józef Węgrzyn.